# Qianlong
Qianlong (chinesisch 乾隆, Pinyin Qiánlóng, IPA (hochchinesisch) [ʨʰjɛ̌nlʊ̌ŋ], * 25. September 1711 in Peking; † 7. Februar 1799 ebenda, Verbotene Stadt) war der vierte chinesische Kaiser der Qing-Dynastie und regierte offiziell vom 18. Oktober 1735 bis zum 9. Februar 1796, inoffiziell bis zu seinem Tod im Jahre 1799. Sein Geburtsname war Àixīnjuéluó Hónglì (愛新覺羅弘曆), genannt „Prinz Bǎo“ (寶親王); sein Tempelname lautet Gāozōng (高宗, „Hoher Ahne“) und sein Ehrenname Chúndì (純帝, „Reiner Kaiser“). Qianlong war Sohn des Yongzheng-Kaisers (雍正帝) und der kaiserlichen Gemahlin Xiao Sheng Xian (孝聖憲).

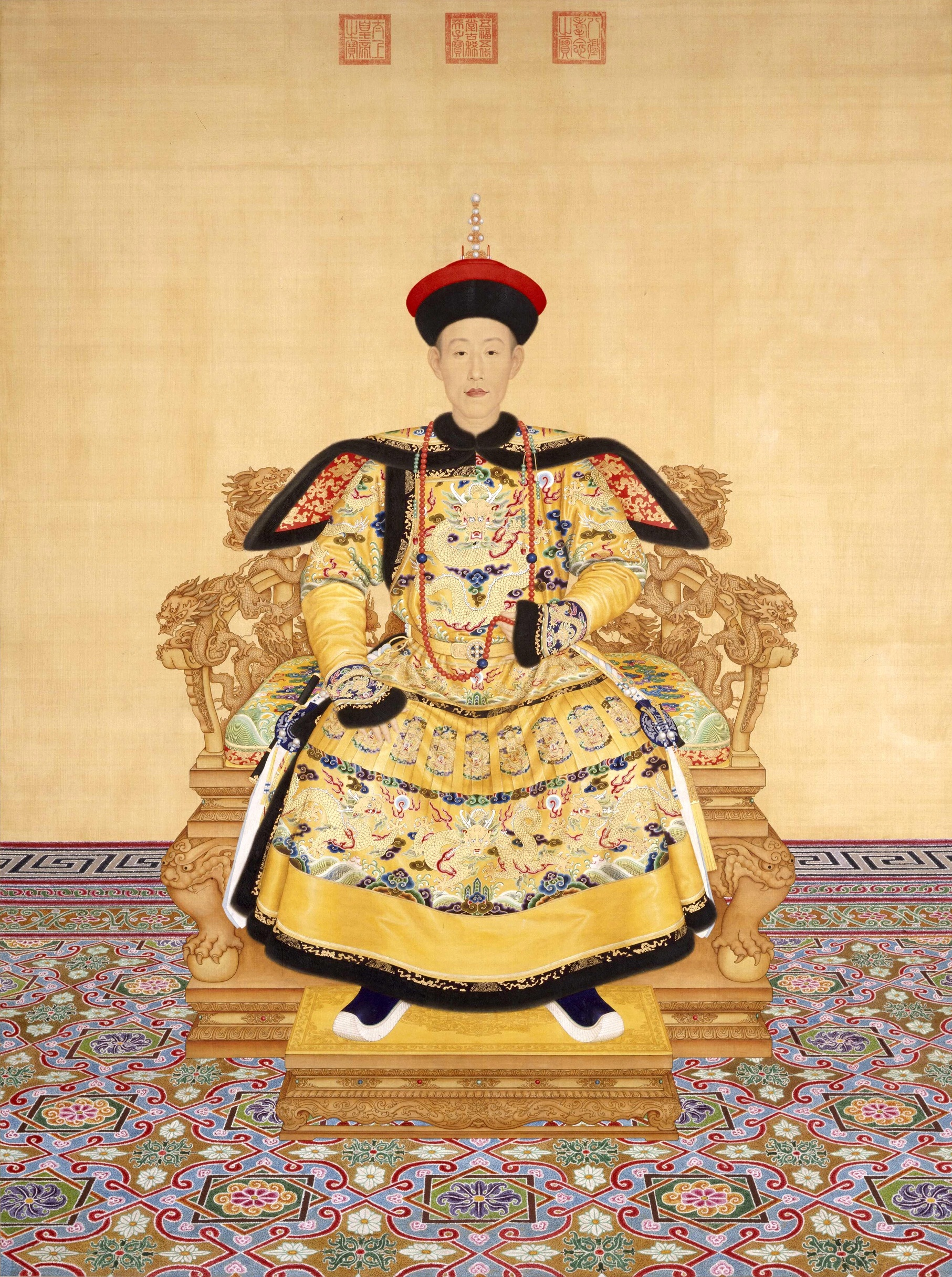
Giuseppe Castiglione: Kaiser Qianlong, 1736

Die Herrschaft des Qianlong-Kaisers gilt als Höhepunkt der Qing-Dynastie und ist im Rückblick als eines der „Goldenen Zeitalter“ der chinesischen Zivilisation verklärt worden. Der Kaiser zeigte sich als ambitionierter und pflichtbewusster Staatsmann, der die Grenzen Chinas weit nach Zentralasien ausdehnte und die eigene Kultur nachhaltig förderte. Qianlong betätigte sich selbst als Dichter, Maler und Meister der Kalligrafie, darüber hinaus trug er eine der größten bekannten Kunstkollektionen der Welt zusammen. Resultat dieser Sammelleidenschaft war ebenfalls die sogenannte Vollständige Bibliothek der Vier Schatzkammern, die umfangreichste Zusammenstellung der chinesischen Literaturgeschichte. Qianlongs ungewöhnlich lange Regierungszeit war maßgeblich von politischer Stabilität, wirtschaftlichem Wohlstand sowie dem allgemeinen Hang zur Prachtentfaltung geprägt. Am Ende seiner Amtszeit wurden jedoch auch die ersten Anzeichen für die Probleme des darauf folgenden Jahrhunderts deutlich.

## Jugend

Kaiser Yongzheng und Hongli

Der spätere Qianlong-Kaiser wurde als vierter Sohn des Prinzen Yinzhen und Enkel des Kangxi-Kaisers im Jahr 1711 geboren. Man gab ihm den Namen Hongli und verlieh ihm 1733 den Titel eines Prinzen Bao. Zunächst wuchs er in der Residenz seines Vaters auf, doch als er etwa zehn Jahre alt war, befahl sein Großvater ihn in der Palastschule zu unterrichten, somit lebte sein Enkel fortan bei ihm am Kaiserhof und Kangxi konnte Hongli besser kennenlernen. Der alte Kaiser hatte zu diesem Zeitpunkt über einhundert Enkelkinder und kannte die meisten davon so gut wie gar nicht. Doch Hongli erweckte seine Aufmerksamkeit bereits während einer kaiserlichen Hetzjagd, als ein Bär den jungen Prinzen angriff und Hongli nicht vor ihm zurückwich, sondern einen Pfeil auf das Tier abschoss. Schnell empfand Kangxi tiefe Zuneigung zu seinem Enkel und bemerkte dessen schnelle Auffassungsgabe und Sportlichkeit. Der alte Kaiser befahl, dass der Prinz einer besonders ausführlichen Ausbildung unterworfen werden sollte, und nahm sich seiner persönlich an.
Hongli war kaum elf Jahre alt, als sein Großvater 1722 starb und sein Vater als Kaiser Yongzheng den Thron bestieg. Der neue Kaiser schätzte seinen vierten Sohn ebenso sehr und ernannte ihn unverzüglich nach seiner Thronerhebung testamentarisch zum Kronprinzen. Keiner der kaiserlichen Prinzen wusste, wer Yongzheng nachfolgen würde, was Cliquenbildung verhindern sollte. Prinz Bao wurde weiter einem harten Studium unterworfen. Von sechs Uhr früh bis fünf Uhr abends musste er sich den Lektionen der Gelehrten widmen. Sein Vater selbst unterwies ihn in der Politik und überwachte seine Ausbildung streng. Der junge Qianlong wurde zu einem der am besten ausgebildeten Kaiser in der chinesischen Geschichte. Sein Studium umfasste humanistische Bildung, Poesie, Kalligrafie und Malerei, wobei er sich auf allen Gebieten als talentiert zeigte. Auch gelang es ihm, außer Chinesisch und Mandschurisch auch noch Mongolisch, Uigurisch und Tibetisch zu beherrschen. Mit zweiundzwanzig Jahren legte er das kaiserliche Examen ab, indem er eine umfassende Analyse der konfuzianischen Klassiker erarbeitete.

## Thronbesteigung

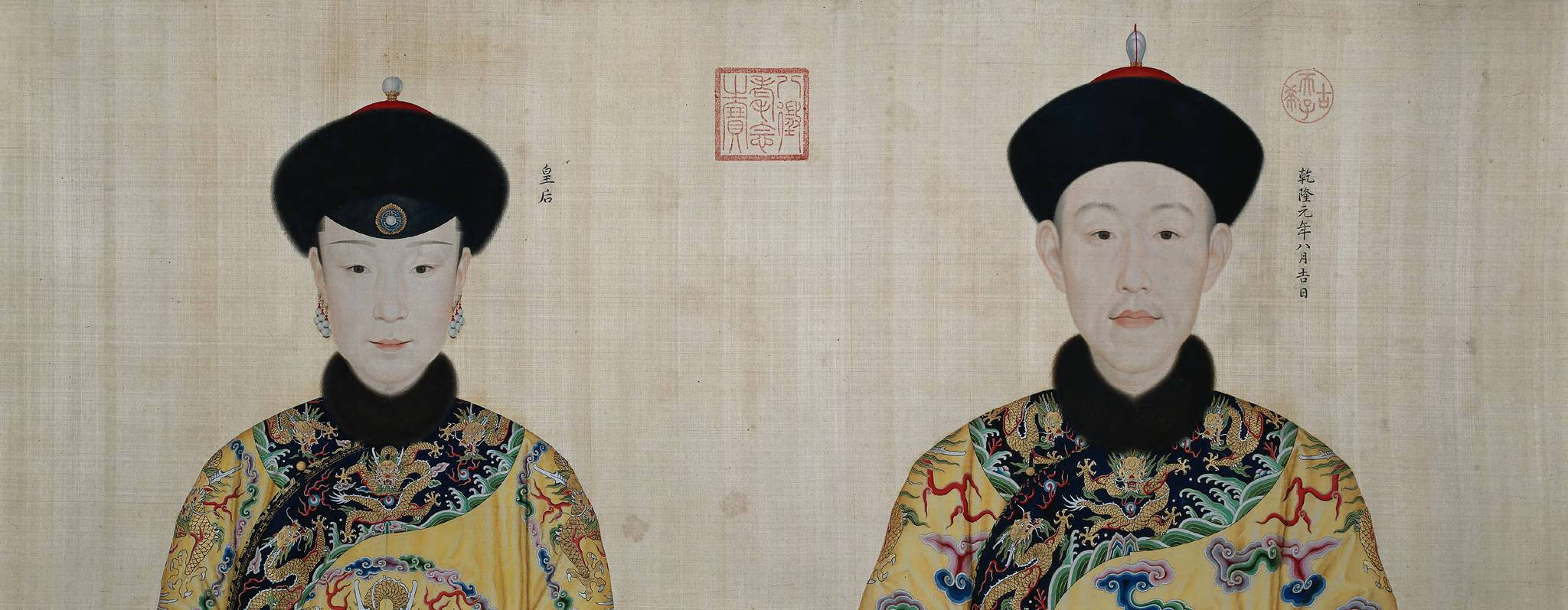
Das junge Kaiserpaar 1736

Als 1735 Honglis Vater starb, war seine Nachfolge keine Überraschung mehr. Der Yongzheng-Kaiser hatte bereits offen seine Sympathie für den Prinzen Bao gezeigt. Der Prinz hatte des Öfteren als Regent in Abwesenheit des Vaters fungiert und war von diesem bei politischen Entscheidungen eingebunden worden. So war die Thronfolge am wenigsten für den neuen vierundzwanzigjährigen Kaiser eine Neuigkeit. Hongli legte, wie es die Tradition verlangte, seinen Geburtsnamen für immer ab und wählte für sich den Äranamen qián lóng (Aussprache: tchiän'lung), was sich mit Himmlischer Überfluss übersetzen lässt. Qiánlóng ist kein Eigenname, sondern die Regierungsdevise seiner Herrschaftsperiode, weshalb man korrekt vom Qiánlóng-Kaiser (乾隆帝) sprechen sollte.
Als erste Maßnahme entschied der neue Kaiser, alle Mitglieder des kaiserlichen Clans aus wichtigen Ämtern zu entlassen. Qianlong misstraute seiner weitläufigen Verwandtschaft zutiefst und fürchtete Fraktionskämpfe innerhalb des Hofes, wie sie in den letzten Regierungsjahren seines Großvaters vorgekommen waren. Selbst seinen Brüdern und Cousins, welche mit ihm an der Palastschule erzogen worden waren, schenkte er keinerlei Vertrauen. Die Prinzen wurden konsequent von der Regierung ausgeschlossen. Dies führte zwangsläufig zu einer Distanzierung des Kaisers zu seinen Verwandten, welche durchaus von ihm gewollt war. Der Kaiser war in seinen Augen eine übergeordnete Macht, die frei entscheiden können müsse und nicht von persönlichen Bindungen befangen sein dürfe.
Qianlongs Alltag war durch Traditionen reguliert und er führte ein sehr diszipliniertes Leben. Am liebsten beschäftigte er sich mit der Poesie, dem Sammeln von Kunstwerken und dem Bau von Gärten und Palästen. Als Herrscher war Qianlong ungemein arbeitsam. Er bewältigte täglich große Mengen Papier und ließ kein Detail unberücksichtigt. Er traf gern schnelle Entscheidungen, wobei er für Ratschläge stets offen blieb. Bei der Wahl seiner Ratgeber zeigte er eine gute Hand für Talente. Erst im hohen Alter von über achtzig Jahren sollte Qianlongs Urteilskraft und Arbeitseifer nachlassen, während sein Machtwille bis zu seinem Tod stark blieb.

## Innenpolitik

### Stärkung der Lokalbehörden

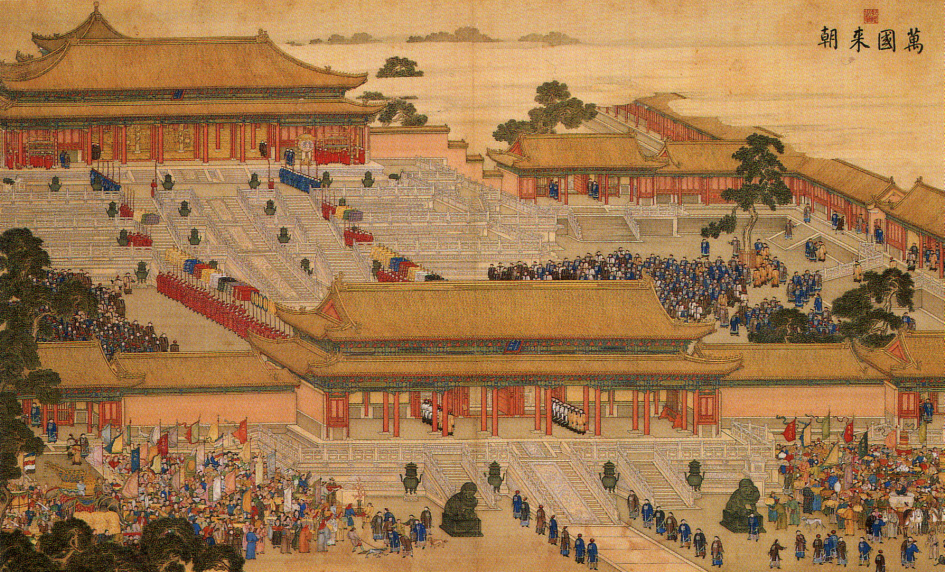
Hofaudienz unter Kaiser Qianlong

Neben den vielen kleinen Änderungen, die Qianlong in den Institutionen des Reiches vornahm, ist die Ausdehnung des sogenannten baojia-Systems besonders zu erwähnen. Es bildete die unterste Ebene im sozialen Kontrollmechanismus und diente dazu, die Gesetze auf lokalem Gebiet durchzusetzen und ihre Anwendung zu überwachen. Der Name baojia steht für ein System der örtlichen Sicherheit und geht auf die Reformen Wang Anshis während der Song-Dynastie zurück. Als die Mandschu 1644 Beijing einnahmen und ihre Dynastie etablierten, führten sie das baojia in ganz China ein, um die Autorität der Regierung zu stärken. Das baojia-Polizeisystem beruhte auf gegenseitiger Verantwortung für die örtlichen Gesetze und Aufrechterhaltung von Ruhe und Ordnung durch die Einwohner selbst. Es basierte auf Gruppen zu zehn Haushalten, welche wiederum von Lokalbeamten überwacht wurden. Ergänzt wurde das baojia durch das lijia genannte Steuererhebungssystem, welches ganz ähnlich organisiert wurde.
Beide Systeme waren nur bedingt wirkungsvoll, was soziale Kontrolle, Steuerabgaben und Volkszählung betraf. Kaiser Qianlong suchte diese Systeme zu reformieren und entschied sich 1740, eine Änderung einzuführen. Die Lokalbeamten sollten ab sofort nicht nur die erwachsenen Männer zählen, die zum Arbeitsdienst verpflichtet wurden, sondern die Arbeitsregistrierung mit dem Steuersystem verknüpfen und so alle Individuen eines Haushalts erfassen. Qianlongs Ratgeber erklärten, dass dieses Vorhaben der nahezu perfekten Volkszählung bei so vielen Millionen Einwohnern unmöglich sei. Der Kaiser war anderer Meinung und befahl, das baojia entsprechend seinen Vorgaben zu ändern. Fortan musste der Vorsteher einer zu je zehn Haushalten zusammengefassten Einheit den Namen, das Geschlecht und das Alter der Mitglieder eines Haushalts auf einer Plakette am Eingang notieren. Einmal im Jahr wurden die Änderungen dem zuständigen Lokalbeamten mitgeteilt. Auf diese einfache Art war es nun möglich, ein ziemlich genaues Bild über die Einwohnerzahl und deren Steueraufkommen zu gewinnen, was mögliche Unterschlagung eindämmen konnte. Auch wurde die lokale Ordnung gestärkt, denn die zehn Familien innerhalb des baojia mussten sich gegenseitig überwachen und Verstöße jedweder Art melden. Dadurch war die Kontrolle durch die örtlichen Behörden stark erweitert, und dieses System sollte auch eine lange Zeit sehr effektiv funktionieren.

### Inspektionsreisen

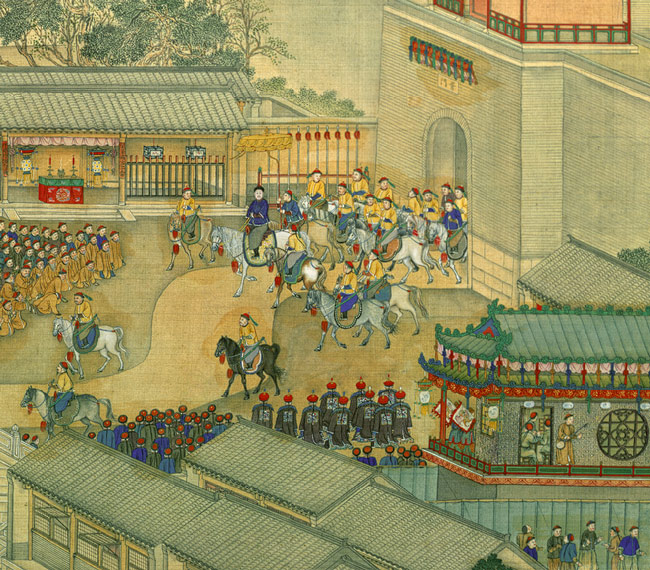
Qianlong während seiner ersten Südreise 1751

Wie sein Großvater Kangxi unternahm auch Qianlong ausgedehnte Inspektionstouren durch das Reich der Mitte. Diese Reisen dienten dem Kaiser dazu, sich persönlich ein Bild von den dringendsten Problemen im Land und den Fortschritten einzelner Projekte zu machen. Darüber hinaus waren sie große Ereignisse, durch die man Macht und Reichtum des Kaisers demonstrieren konnte. Die längsten Inspektionsreisen dauerten einige Monate und führten Qianlong in die reiche Region des Jangtsedeltas: 1751, 1757, 1762, 1765, 1780 und 1784. Daneben führten ihn noch über einhundert kleinere Touren in den Norden oder andere Gebiete unweit von Beijing. Bei seinen Reisen begleiteten ihn seine Ratgeber und eine kleine Zahl von Großsekretären und Mitgliedern des Staatsrats, um sich auch auf Reisen der Regierung widmen zu können. Darüber hinaus noch Künstler, Leibwachen, Palasteunuchen, Beamte, Hofdamen, Dienerinnen, Prinzen, Köche, Knechte und Soldaten. Im Schnitt nahm er bei seinen Inspektionen etwa 3000 Personen mit sich.
Solche Touren waren aufwendig und teuer. Ihre Organisation war daher eine Herausforderung. Qianlong hatte Reisepaläste bauen lassen, um unterwegs eine behagliche Unterkunft zu haben. Die südlichen Touren führten in die großen Zentren der Region: Yangzhou, Nanjing, Suzhou und Hangzhou. Die meiste Zeit verbrachte der Kaiser damit, Kanäle und Deiche zu begutachten oder andere öffentliche Bauten zu besuchen, mit Beamten und Gelehrten zu sprechen, Kriminelle zu begnadigen und Truppen zu inspizieren. Es kam aber auch oft vor, dass man Feste zu Ehren des Kaisers gab, organisiert durch wohlhabende Provinzbeamte und Kaufleute. Dadurch, dass die Jangtseregion die reichste und bevölkerungsstärkste des ganzen Landes war, waren solche Ereignisse erst überhaupt möglich. Privatpersonen, besonders die Händler, die mit dem Ankauf und Verkauf von Salz durch das Staatsmonopol reich wurden, konnten als Gastgeber für kaiserliche Empfänge fungieren. Einige soll es aber auch gänzlich ruiniert haben, denn Qianlong schätzte kein bescheidenes Auftreten.
Es gab verschiedene Möglichkeiten des Reisens. Man konnte zu Pferd über Land reiten oder den gesamten Weg in den Süden über den Kaiserkanal nehmen, der von Beijing nach Hangzhou führte. Der Wasserweg war bequemer und ermöglichte luxuriösen Komfort, doch meist bevorzugte Qianlong das Pferd. So konnte er sich sportlichen Aktivitäten wie Polo oder Bogenschießen weit besser hingeben. Die riesige Entourage des Kaisers kam ohnehin nur schleppend voran.

### Korruption
Insbesondere gegen Ende der Regierungszeit Qianlongs griff im Verwaltungsapparat zunehmend Korruption um sich.

#### Erscheinungsformen
Sie äußerte sich beispielsweise darin, dass lokale Beamte unter Anwendung von Gewalt oder Drohung von den Bauern mehr Abgaben forderten, als ihnen zustand, was die allgemeine Unzufriedenheit schürte und unter anderem zu den Aufständen des Weißen Lotus beitragen sollte. Steuerüberschüsse wurden bisweilen von den Magistraten nicht oder nur unvollständig an die Finanzkommissare der Provinzen weitergeleitet. Auch wurden staatliche Mittel, die für bestimmte Projekte wie Straßen- oder Deichbauten bestimmt waren, veruntreut und in die eigene Tasche abgezweigt. Ein Umstand, dem China übrigens sieben große Überschwemmungen des Gelben Flusses Anfang des 19. Jahrhunderts sowie die desaströse Flutkatastrophe von 1855 zu verdanken hat. Justizbedienstete ließen sich eigenmächtige „Strafmilderungen“ von den Delinquenten durch Schmiergeld bezahlen. Schließlich wurden selbst Aufstände von den verantwortlichen Beamten aufgrund von Bestechungsgeldern, die die Rebellen zahlten, häufig nur halbherzig bekämpft. Die Abgrenzung von Korruption, Ausbeutung und Kriminalität zu legalem Amtsverhalten gestaltete sich freilich mangels Rechtssicherheit mitunter schwierig; häufig fehlte es an juristisch verbindlichen Regelungen, auch war ein starker gewohnheitsrechtlicher Einschlag zu verzeichnen.

#### Gründe

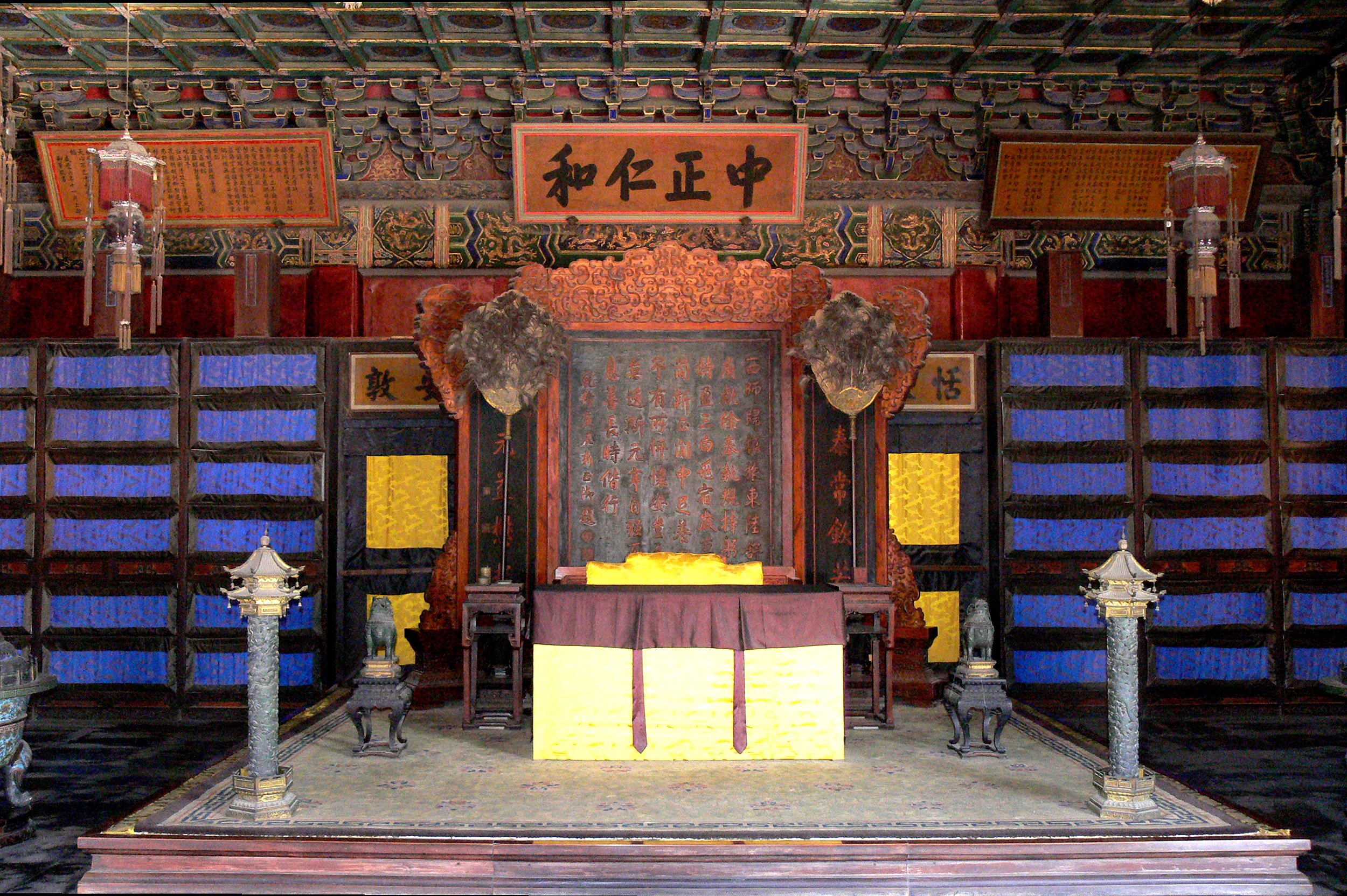
Qianlongs Arbeitszimmer in der Verbotenen Stadt

Ein Grund für die genannten Zustände lag sicherlich in der mitunter prekären Situation der kaiserlichen Beamten. Weiterhin gelang es nur einer schmalen Elite, das langwierige und schwere kaiserliche Prüfungssystem zu absolvieren und obendrein im Anschluss gegen übermächtige Konkurrenz einen der raren Verwaltungsposten zu erringen. Nach Etablierung im Staatsdienst wurden Beamte jedoch zunehmend schlechter bezahlt, wobei sie andererseits häufig völlig überlastet waren, unter anderem wegen des schleppenden Ausbaus des Behördenapparates, der mit dem drastischen Bevölkerungswachstum nicht Schritt hielt. Oft mussten sie obendrein einen Verwandtenkredit abzahlen, mit dem sie die Ausbildung finanziert hatten. Dass unter diesen Umständen viele Beamte der Versuchung nicht widerstehen konnten, ihr Gehalt auf illegale Weise aufzubessern, erscheint menschlich verständlich.
Begünstigt wurde die Korruption schließlich auch durch die schwindende Kontrolle durch den Kaiserhof. So beschäftigte sich Qianlong in weitaus geringerem Maße als seine Vorgänger mit Verwaltungsdingen. Insbesondere das von seinem Vater Yongzheng ausgebaute System der „Palastdenkschriften“ bzw. Thronberichte ließ er im Alter zunehmend zur formellen Routine verkommen. Häufig überflog er die Eingaben nur noch flüchtig und pinselte oberflächliche Bemerkungen wie „zur Kenntnis genommen“, „gelesen“ oder „an das zuständige Ministerium weiterleiten“ auf die Dokumente. Mitunter überließ er auch zentrale, an sich dem Kaiser obliegende Aufgaben dem Staatsrat oder nachgeordneten Behörden. Umgekehrt wurden Qianlong von den Provinzbeamten mitunter wichtige Informationen vorenthalten und insbesondere die wahre Lage bei Feldzügen oder Aufständen verschleiert. Ansätze des Finanzministeriums, den Missständen durch verstärkte Berichtspflichten und Genehmigungsvorbehalte entgegenzuwirken, erwiesen sich oft als kontraproduktiv, verschärften die Bürokratisierung und brachten damit noch mehr Lasten für die Amtsträger mit sich.

#### Rolle des Günstlings Heshen

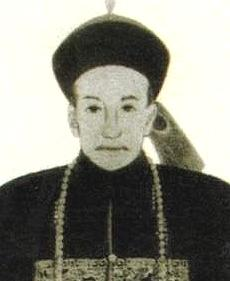
Heshen (1750–1799)

Eine besondere Rolle bei der Ausbreitung der Korruption gegen Ende des Jahrhunderts spielte Qianlongs Günstling Heshen. Im kaiserlichen Regierungssystem hatte er stets zentrale Funktionen inne. So war er etwa u. a. Finanzminister, Chef des Beamtenministeriums, Kaiserlicher Großsekretär und Aufseher für Transitzölle. 1781 wurde er gar als Sonderbeauftragter in die Provinz Yunnan entsandt, um den dort erhobenen Korruptionsvorwürfen nachzugehen. In all diesen Ämtern nutzte er seine Stellung wie auch seine Intelligenz, um sich und seine Sippe zu bereichern. Er maßte sich nahezu kaiserliche Machtbefugnisse an, erzwang Gefälligkeiten und ließ sich jede ihm obliegende Dienstleistung bezahlen. Insbesondere auch bei der Bekämpfung der Rebellion vom Weißen Lotus unterschlug er durch Rechnungsfälschung mehrere Millionen Silbertael.

### Unruhen und Aufstände
Gegen Ende der Regierungsperiode Qianlongs kam es in zahlreichen Landesteilen zu Rebellionen: So erhob sich in den achtziger Jahren auf Taiwan die sogenannte „Himmel- und Erdegesellschaft“ (Tiandi), eine pseudo-religiös inspirierte Gruppe, die den Qing die Legitimation absprach, mehrere Städte eroberte und sogar kurzzeitig eine eigene Gegen-Dynastie, die „Shuntian“, etablieren konnte. Dazu kamen mehrere Aufstände muslimischer Minderheiten u. a. in der Provinz Gansu sowie von Miao-Stämmen im Südwesten Chinas. Diese Unruhen konnten von Qianlongs Heeren noch relativ leicht niedergeschlagen werden.
Ungleich schwerer wog indes der 1774 in Shandong ausgebrochene, nach seinem charismatischen Anführer benannte Wang-Lun-Aufstand, der jedoch noch im selben Jahr unterdrückt werden konnte. Er wurzelte insbesondere in der sich infolge von Bevölkerungsexplosion und Nahrungsmittelverknappung verschärfenden allgemeinen wirtschaftlichen Lage, der steigenden Abgabenlast für die Bevölkerung, der zunehmenden Konzentration des Landeigentums in den Händen weniger Großgrundbesitzer und dem damit verbundenen Abstieg freier Bauern zu Landarbeitern sowie in der Entwertung des Kupfergeldes im Verhältnis zum Silber. Besondere Bedrückung für weite Kreise der Bevölkerung brachte auch die bereits beschriebene Korruption in der Beamtenschaft. Getragen wurde die Erhebung dementsprechend vor allem von durch die genannte Entwicklung sozial deklassierten Bevölkerungsgruppen, insbesondere Bauern und Landarbeitern, aber auch eher städtischen Ständen wie Fuhrleuten, Kleinhändlern, Geldleihern, Schauspielern, Treidlern oder Kulis.
Ein weiterer Aufstand von 1796–1803 berief sich auf die obskure Tradition der seit Ende der Yuan-Dynastie in China tätigen Sekte des Weißen Lotus, verehrte deren Gottheit der Ewigen verehrungswürdigen Mutter; die desolate irdische Lage wurde als Vorbote einer messianischen Zeit gedeutet. Obwohl die von mitunter recht krausem Gedankengut gestützten Rebellen des Weißen Lotus keinerlei festes politisches Programm hatten und Qianlong mit äußerster militärischer Härte gegen sie vorging, gelang es ihm zeitlebens nicht mehr, die Bewegung endgültig einzudämmen. Ursache hierfür dürfte insbesondere auch die zunehmende Korruption im kaiserlichen Verwaltungsapparat gewesen sein, die zu einer oft nur halbherzigen Bekämpfung der Aufstände durch bestochene Beamte, aber auch zu einer unzureichenden Information des Kaiserhofs über die tatsächliche Situation führte. Mitunter desertierten sogar unzufriedene kaiserliche Soldaten und Offiziere zu den Aufständischen.

### Mandschu-chinesischer Konflikt

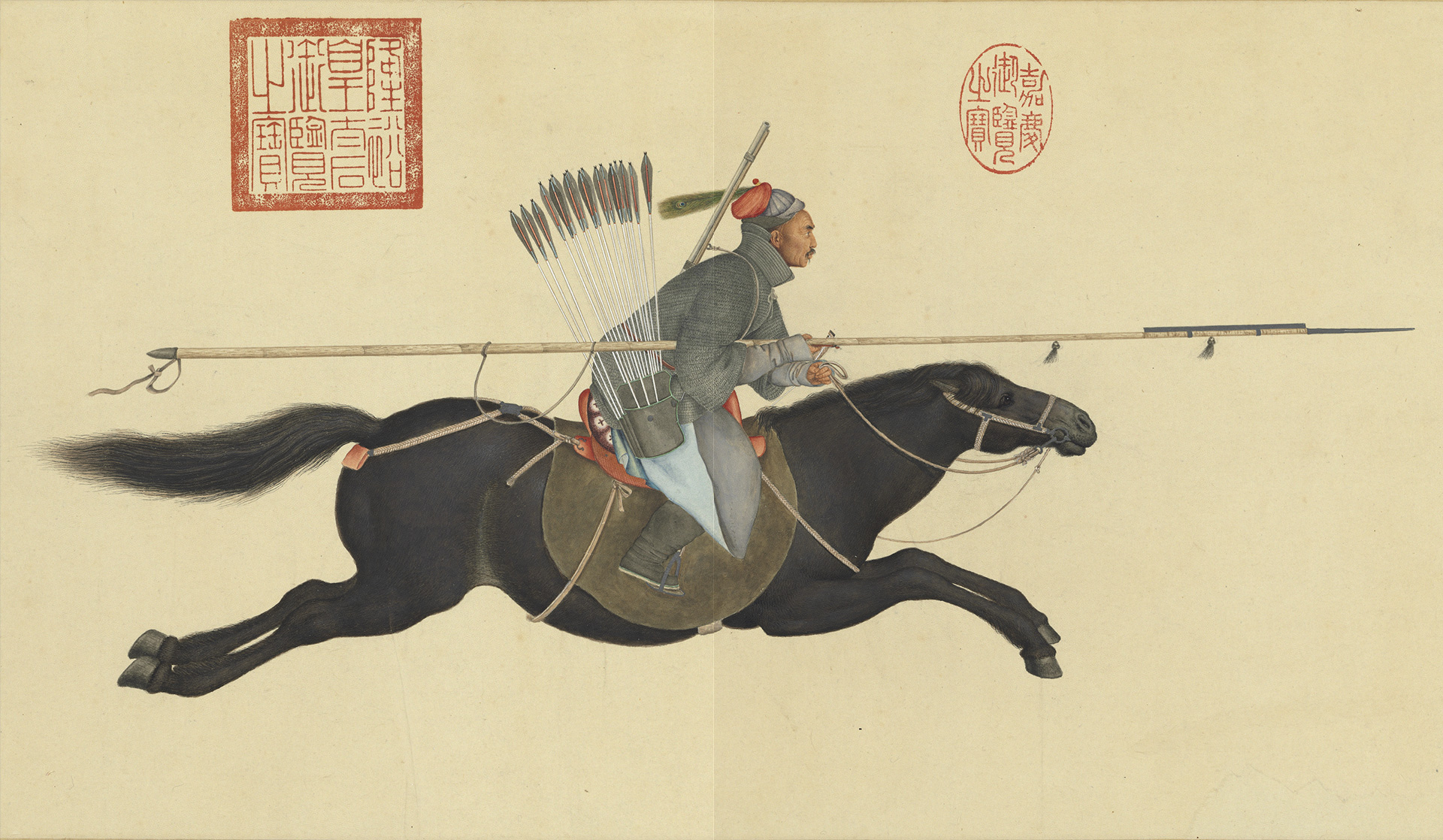
„General Ayusi verfolgt die Rebellen“ (1755), Beispiel für die künstlerische Verehrung mandschurischer Tapferkeit

Der junge Kaiser bewunderte seinen Vater Yongzheng, aber auch seinen Großvater Kangxi sehr. Sein Vater neigte zu Misstrauen und Strenge gegenüber all seinen Beamten und Ministern. Doch Qianlongs Regierungsstil entsprach eher dem seines Großvaters, der stets nach Kompromissen suchte und eine eher entspannte Sicht der Dinge an den Tag legte. Qianlong ließ seinen Hofbeamten relativ viel Freiraum bei Entscheidungen, überwachte sie aber aufmerksam. Keinerlei Gnade kannte er hingegen bei antimandschurischen Tendenzen oder Angriffen auf seine Dynastie oder Würde als Kaiser. Auch war er unnachgiebig bei der Bekämpfung von Fraktionen am Hof, die eventuell ihre Amtsautorität für ihren persönlichen Nutzen missbraucht hätten. Und dennoch kam es zu Beginn seiner Herrschaft zu einem Konflikt zwischen mandschurischen und chinesischen Beamten am Hof. Qianlong war sehr stolz auf seine mandschurische Herkunft. Obwohl er auch han-chinesische Vorfahren hatte, unterstrich er diesen Aspekt besonders gern. Dies führte dazu, dass er mehr Mandschu in die höchsten Ämter berief und weit weniger Chinesen dafür einsetzte. Obwohl das Übergewicht der Chinesen innerhalb der kaiserlichen Verwaltung weiterhin sehr groß war, waren doch einige Kreise des chinesischen Gelehrtentums gekränkt über diese Bevorzugung.
Als er den Thron bestieg, übernahm Qianlong von seinem Vater zwei sehr kompetente und machtvolle Minister: Den Mandschu Ertai (1680–1745), einst Generalgouverneur der Südwestprovinzen, der es bis zum Großsekretär, Kriegsminister und Mitglied des Staatsrats brachte und den Chinesen Zhang Tingyu (1672–1755), das einflussreichste Mitglied des Staatsrats. Um diese zwei begannen sich nun die Fraktionen der Mandschu und Chinesen zu scharen, was den Kaiser sehr beunruhigte. Er konnte die beiden aus Respekt vor seinem Vater nicht einfach absetzen. So distanzierte er sich zusehends von ihnen und wartete ab, bis sie bald darauf starben, um anschließend ihre Anhänger in Ungnade fallen zu lassen. Danach versuchte er ein relatives Gleichgewicht innerhalb der höchsten Staatsämter herzustellen – was den chinesischen Beamten auch nicht unbedingt passte – und die so oft proklamierte Gleichheit zwischen Mandschu und Chinesen zu unterstreichen.
Qianlong suchte ein anderes Problem mit seiner Ämterbesetzung zu bekämpfen, den anhaltenden Verfall der mandschurischen Traditionen und Sitten. Zu seiner Zeit sprach kaum noch ein Mandschu seine Muttersprache, sie assimilierten sich praktisch vollständig in die chinesische Kultur und gaben ihre eigene Identität dabei auf. Qianlong versuchte Maßnahmen gegen diesen Verfall durchzusetzen, doch musste er schnell erkennen, wie sinnlos dies war. So hoffte er, wenn er diesen Prozess schon nicht stoppen konnte, den Mandschu zumindest ein höheres Prestige und mehr Macht in der Gesellschaft zu verschaffen. Das sollte ihm auch in begrenztem Umfang gelingen.

## Kultur

### Künstler und Mäzen

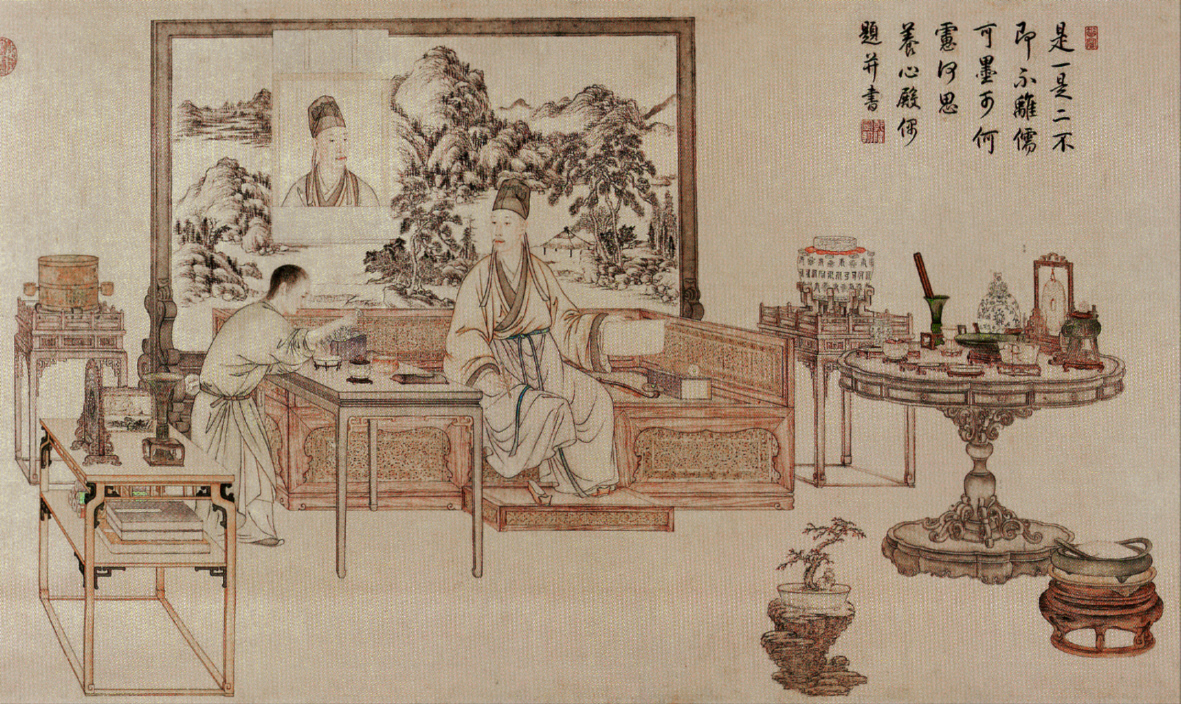
Qianlong umgeben von Kunstwerken

Qianlong ist insbesondere als Künstler und Sammler bekannt geworden. Die offizielle Sammlung seiner eigenen Poesie umfasst mehr als 40.000 Gedichte, von denen die meisten aber als eher schlecht gelten. Kein anderer Poet in Chinas Geschichte hat so viele Gedichte hervorgebracht.
Berühmt geworden sind auch Qianlongs alljährliche Teegesellschaften. Die eingeladenen Künstler und Gelehrten mussten für den Kaiser Gedichte schreiben, durften als Dank dafür aber das kostbare Teegeschirr, aus dem sie getrunken hatten, mit nach Hause nehmen.
Mit Leidenschaft und großem Talent sammelte der Kaiser Antiquitäten. Seine Gier nach Kunst war berüchtigt. Andere Kunstsammler fürchteten, der Kaiser würde ihre schönsten Stücke als Geschenke verlangen, sobald er Kenntnis davon bekäme. Einige Sammler ließen sogar geschickte Kopien ihrer Schätze anfertigen, für den Fall, dass Qianlong sie fordern sollte.
Seine fließende Kalligrafie, welche die Künstler Wang Xizhi, Mi Fu und Dong Qichang als Vorbild nahm, gilt als bemerkenswert. Die meisten Blätter, die ihm zugeschrieben werden, scheinen auch tatsächlich von seiner eigenen Hand zu stammen. Kunstexperten bescheinigen seinen kalligraphischen Künsten zwar großes Talent, er erreiche allerdings nicht die Einzigartigkeit seines Amtskollegen Huizong. Zu allen Zeiten ist Qianlong dafür kritisiert worden, dass er auf die Ränder der bedeutendsten Bilder der chinesischen Malerei seine Gedichte mit eigener Hand niederschrieb. Einige haben diese „Verschönerungen“ gar als Vandalismus tituliert.
Daneben betätigte sich der Kaiser auch als Maler: Bekannt geworden ist etwa sein 1745 geschaffenes Rollbild „Berghaus des friedvollen Wohnens“, das die kaiserliche Sommerresidenz zu Jehol aus der Vogelperspektive zeigt. Auch dieses Werk versah Qianlong mit kalligrafierten Gedichten, in denen er meist seine bei Spaziergängen in der Umgebung gewonnenen Eindrücke schildert. Nachdem er bei jedem seiner jährlichen Besuche jeweils ein Gedicht ergänzt hatte, wies das Gemälde zuletzt 34 davon auf.
Insgesamt gilt die kaiserliche Sammlung, die er mit so viel Hingabe sein ganzes Leben zusammengetragen hat, als eine der bedeutendsten Kunstsammlungen der Welt, die in ihrer Qualität bis heute unübertroffen ist. Doch auch als Mäzen der Künste machte sich der Kaiser einen Namen. Die Kunst erlebte eine Hochblüte unter seiner Förderung, und der Qianlong-Stil beim Porzellan und anderen Luxusgütern wird damals wie heute geschätzt. Zahllose Künstler beschäftigte er in seinen Palastwerkstätten, mit dem Ziel, sein Ansehen zu vermehren und natürlich um seine eigene Sammlung zu erweitern.

### Bauherr

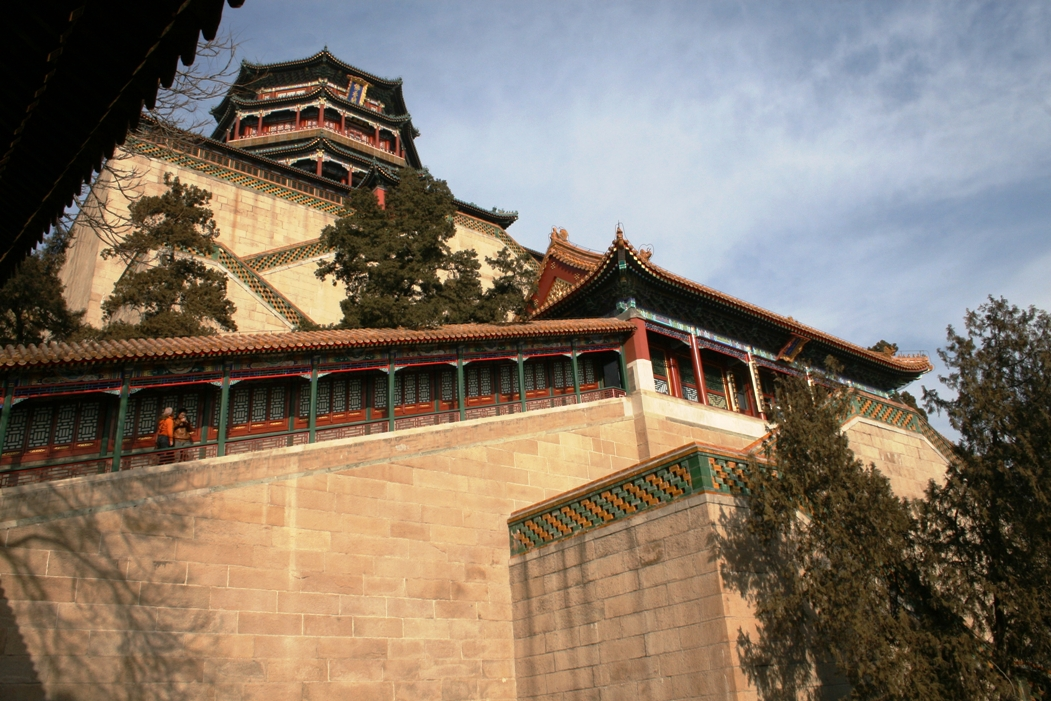
Buddhaduft-Pagode im Sommerpalast

Qianlong war einer der größten Bauherrn in der kaiserlichen Geschichte. Beijing wurde in großen Teilen durch seine Hand geprägt. Er restaurierte, vergrößerte, verschönerte und baute: Paläste, Wälle, Stadttore, Straßen, Wasserwege, Parkanlagen und eine endlose Zahl von Tempeln. Zwar änderte er nichts an der axialen Ausrichtung Beijings und der inneren Kaiserstadt, aber er fand, die Paläste der Verbotenen Stadt seien zu lustlos und symmetrisch in ihrer Planung. Deshalb ließ er neue Gärten, Gewässer und Blumenterrassen anlegen. Er forderte die besten Materialien und die höchste Qualität bei der Ausführung der Arbeiten und scheute keine Kosten für die Ausführung dieser enormen Projekte. Im ganzen Land wies er seine Gouverneure an, Stadtmauern, Kanäle und Straßen wiederherzustellen. Ganz China wurde von seiner Bausucht erfasst.
Besonderen Wert legte er auf den Bau seiner Sommerpaläste, des Yuanming Yuan und des Qingyi Yuan. Dabei handelte es sich um die größte Garten- und Palastkomposition im damaligen Ostasien, gelegen in der nordwestlichen Vorstadt von Beijing. Hier konnte er ungezwungen seinen Vorstellungen folgen und seiner Fantasie freien Lauf lassen. Unter anderem bauten ihm die Jesuiten unter den Hofkünstlern den Xiyang Lou, einen weißen Marmorpalast im europäischen Barockstil, auf einer weitläufigen Terrasse gelegen, mit Fontänen und Wasserspielen nach dem Vorbild von Schloss Versailles. Natürlich legte Qianlong sein Augenmerk auch auf den Bau seines Yuling genannten Mausoleums.
Bereits sehr früh begannen die kaiserlichen Zensoren, den Kaiser für seine Bauprojekte zu tadeln und sie als nutzlose Verschwendung zu brandmarken. Qianlong lobte im Gegenzug ihren konfuzianischen Sinn für Sparsamkeit und ignorierte ihre Kritik. 1780 schrieb er ein Memorandum, in dem er sich verteidigte. Er führte an, dass seine Schatzkammern doppelt so voll seien wie am Tage seiner Thronbesteigung, dass er seine Arbeiter überdurchschnittlich gut bezahle und so vielen Menschen Arbeit habe geben können. All dies mag sicherlich stimmen, aber dennoch förderte sein extravaganter und luxuriöser Lebensstil die Verschwendungssucht innerhalb der gesellschaftlichen Elite.

### Projekt der „Vier Schatzkammern“

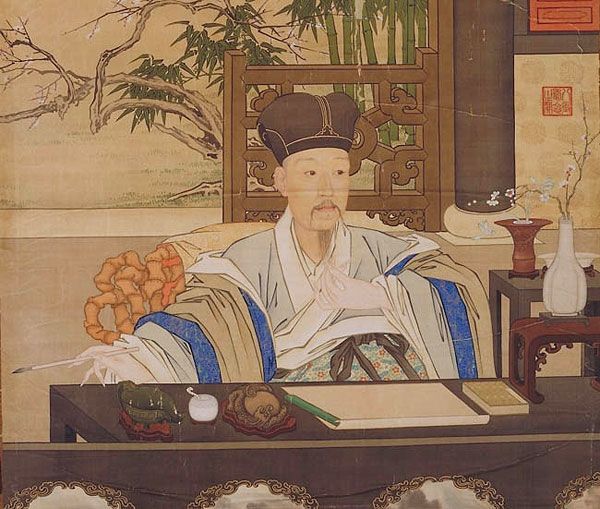
Qianlong als „Gelehrter beim Studium“

Der Qianlong-Kaiser fühlte sich in der chinesischen Kultur beheimatet und glaubte, die höchste Autorität zu sein, an die man sich in Fragen des kulturellen Lebens wenden konnte. Die Qing-Dynastie war sehr darum bemüht, als chinesische Herrschaft zu erscheinen, und stellte sich als Beschützer chinesischer Werte und Kultur dar. Der „Sohn des Himmels“ war der Garant für Ethik und Moral. Aus dieser Überlegung heraus wurde argumentiert, dass Loyalität gegenüber den kulturellen Werten und Traditionen Chinas gleichbedeutend sei mit der Ergebenheit gegenüber dem Herrscher und der Dynastie der Qing. Letztlich sah Qianlong die Kultur nicht nur als Quelle des persönlichen Vergnügens, sondern auch als politisches Werkzeug, das es in seinem Sinne und dem seiner Dynastie zu instrumentalisieren galt.
1770 erließ der Kaiser ein Edikt, welches seinen Hof wissen ließ, dass die Zeit gekommen sei, das gesamte literarische Erbe der chinesischen Geschichte zu sichten und zusammenzutragen. Er befahl Listen zu erstellen, in denen alle Werke (klassische, historische, philosophische und literarische Schriften) verzeichnet werden sollten, die je erschienen seien. Diese Listen sollten dann daraufhin untersucht werden, welches die besten Werke seien, um dann von Gelehrten genutzt werden zu können. Zunächst fand dieses Vorhaben wenig Anklang. Besonders der Staatsrat gab zu bedenken, dass das Sammeln von Texten nicht die Aufgabe der Regierung sei, dass es viel Geld kosten würde und man sich eventuell in einen philosophischen Disput darüber begeben würde, was aufnahmewürdig sei und was nicht. Kurz gesagt, die Ratgeber des Kaisers machten auf die vielen praktischen Schwierigkeiten bei der Umsetzung des Vorhabens aufmerksam. Qianlong ließ sich nicht beirren und gab im März 1773 bekannt, dass das Projekt in Angriff genommen werden müsse. Er nannte es offiziell Die Vollständige Bibliothek der Vier Schatzkammern (Siku quanshu 四庫全書).
Aus dem ganzen Reich wurden seltene Bücher nach Beijing gebracht, private Sammler um Kopien gebeten, Neuveröffentlichungen untersucht.
Ferner trug man Teile alter verlorener Texte zusammen und versuchte, sie wiederherzustellen. Alle gesammelten Bücher wurden in die Hanlin-Akademie innerhalb der Kaiserstadt Beijings gebracht, wo man sie las, verglich und verbesserte. Etwa 360 Gelehrte waren mit dieser als sehr ehrenvoll empfundenen Aufgabe betraut. Dann kopierten 3.862 Meister der Kalligraphie die Schriften in ein einheitliches Format. Schnell war klar, dass die kaiserliche Akademie an die Grenzen ihrer Möglichkeiten stieß und weitere Büros zur Bearbeitung eingerichtet werden mussten.
Innerhalb des Palastbezirks wurde eine große Bibliothek errichtet, um das Endprodukt aufzunehmen. Dieses enthielt am Ende 3.470 kopierte Texte sowie ein großes Verzeichnis weiterer Werke, die nur mit ihren Titeln aufgenommen waren. Das erste Manuskript wurde dem Kaiser 1782 vorgelegt. Es umfasst 79.932 Kapitel mit mehr als 360 Millionen Wörtern in 36.000 Bänden. Das gewaltige Werk war bei weitem zu groß, um gedruckt zu werden. Es wurden nur sieben Ausgaben davon hergestellt, vier wurden in den Palästen von Beijing und Umgebung aufbewahrt, drei weitere in den Süden nach Yangzhou, Zhenjiang und Hangzhou geschickt, wo sie unter der Aufsicht von speziellen Beamten für das Studium zugänglich waren. Die Sammlung der Vier Schatzkammern gehört nicht nur zu den herausragenden Leistungen Qianlongs, sondern sie bildet bis heute den Grundstein der chinesischen Literatur.

### Qianlongs „Literarische Inquisition“

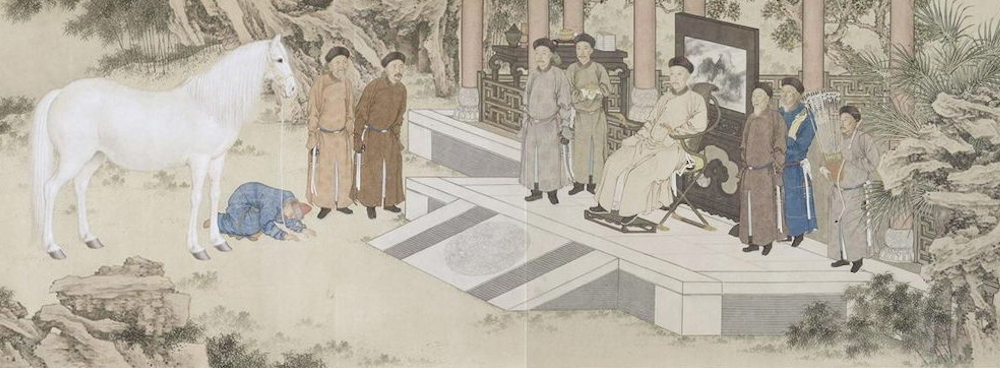
Qianlong nimmt ein Pferd als Tribut entgegen

Dennoch hatte die Sammlung der Texte Schattenseiten: Bei der Suche nach Schriften wurden ebenso unliebsame Texte ausfindig gemacht und umgeschrieben oder für immer vernichtet. Zwischen 1773 und 1775 waren alle Bücher in Beijing eingetroffen und man begann mit der Durchsicht der Werke. Doch dabei achtete man nicht nur auf Qualität, sondern suchte auch nach verdächtigen Tendenzen in den Schriften. Dabei ging es nicht nur um Texte vom Ende der Ming-Zeit, als sich der Kampf zwischen Chinesen und Mandschu ereignete. Durchsucht wurden vielmehr Bücher aus der gesamten chinesischen Geschichte. Dabei wurden Inhalte gesucht, die sich gegen Nicht-Han-Dynastien wie die Yuan, gegen die nördlichen Völker oder speziell gegen die Mandschu richteten. Hauptsächlich verdächtigte Qianlong diese Bücher deswegen, weil er befürchtete, dass man mit ihnen Untertanen gegen die Autorität der Qing-Dynastie aufbringen könnte. Wurden Autoren gefunden, die sich des Schreibens aufrührerischer Bücher schuldig gemacht hatten, so war die Bestrafung rigoros und konsequent: Ihre Werke wurden nicht nur vollständig zerstört, sondern der Autor und seine Familie konnten verbannt und im schlimmsten Fall sogar zum Tode oder zur Versklavung verurteilt werden. Es gab fünf Kriterien, nach denen man die Themen aussortierte und die Vernichtung veranlasste:
- Pro-Ming-Äußerungen: Der Vergleich zwischen den Dynastien der Ming und Qing war gefährlich. Es war wichtig, die Ming als degeneriert zu beschreiben und ihren Untergang als unvermeidbar darzustellen, noch bevor die Mandschu in Zentralchina eindrangen. Dadurch sollte herausgestellt werden, dass das „Mandat des Himmels“ auf legitime Weise auf die Qing überging.

- Ming-Restauration: Die Forderungen nach der Wiederherstellung des Ming-Regimes war extrem selten anzutreffen, da die Bevölkerung an der Rechtmäßigkeit der Qing-Kaiser im Allgemeinen keine Zweifel hegte. Dennoch wurde beim kleinsten Anzeichen solcher Tendenzen eine strenge Bestrafung angeordnet.

- Feindschaft gegenüber Steppenvölkern: Der Konflikt zwischen China und den Bewohnern der Steppe hatte eine lange Tradition, und die nördlichen Gebiete wurden mit der Zeit als „fremdartig“ oder „barbarisch“ stilisiert. Diese Umschreibungen hatten zwar keineswegs einen negativen Unterton bei ihrem Gebrauch in der Literatur, aber schon das Potenzial für einen feindlichen Unterton reichte aus, um hier eine Zensur anzusetzen.

- Literatur für anzügliche und lasterhafte Vergnügen: Die Qing hatten eine etwas puritanische Sicht der Gesellschaft und stellten sich damit ausdrücklich gegen die Sitten der späten Ming-Zeit. Diese wurde als moralisch verdorben verurteilt, worin aus Qing-Sicht auch der Hauptgrund für ihren Untergang gelegen haben soll. Während der Qing-Zeit suchte man sich wieder mehr an den konfuzianischen Idealen zu orientieren, und das bedeutete mehr Sittenstrenge, wenn auch die chinesische Gesellschaft unter den Qing immer noch relativ liberal blieb. Besonders Qianlong suchte den Vorgaben von Sitte und Moral zu entsprechen und alles zu vermeiden, was den Traditionen des Landes entgegenstand. Die Rolle des Kaisers als Vater des Volkes und Vorbild für die Gesellschaft nahm er durchaus sehr ernst, weshalb ihm die Auslöschung von Schriften, welche die soziale Ordnung unterliefen, gelegen kam.

- Militärische Werke: Die Mandschu misstrauten den Chinesen beim Studium ihrer eigenen Militärliteratur. Zur Durchsetzung ihrer militärischen Vormacht waren die Mandschu zum größten Teil auf chinesische Truppen angewiesen. Dabei beschränkten sie die chinesische Beteiligung bei der Führung der Armeen, taktischen Ausarbeitung und militärischen Aufklärung auf Han-Chinesen des Bannersystems. Schriften über Militärwissenschaften waren besonders in der Ming-Zeit populär. Für die Chinesen hätten solche Bücher nur als Quellen aufwieglerischen Wissens gedient, weswegen ihre weitläufige Vernichtung als Vorbeugung gegen Aufstände betrachtet wurde.

Trotz dieser Eingriffe seitens des Kaiserhofs gilt das 18. Jahrhundert nicht nur als Epoche großer Romane wie des Traums der roten Kammer, sondern auch als eine Renaissance des Neokonfuzianismus und der chinesischen Philosophie. Einige der bedeutendsten Gelehrten und Autoren waren unter Qianlongs Herrschaft tätig, das wohl nicht trotz, sondern eher dank des amtierenden Kaisers.

### Musik

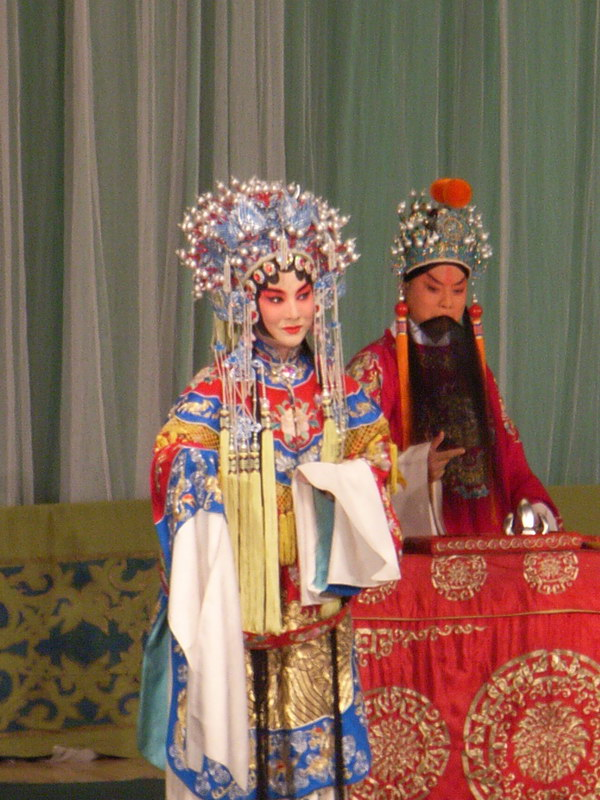
Darsteller in einer Peking-Oper

Nachdem Kaiser Kangxi die Gebetsmusik zu den kaiserlichen Opferzeremonien hatte überarbeiten und modernisieren lassen, leitete Qianlong eine Art Restauration ein und stellte die traditionellen Formen wieder her. Hierbei war ihm insbesondere an der Abgrenzung religiöser Ritualmusik gegenüber weltlichen Klängen gelegen. Ungeachtet ihres rein funktionellen Zwecks genießt sie in der Musikwissenschaft hohes Ansehen.
Am Kaiserhof zu Beijing unterhielt Qianlong ein traditionell ausgestattetes Palastorchester von mehr als 200 Musikern. Daneben bestand eine kleinere Gruppen von Eunuchen, die, in europäische Gewänder und Puderperücken gesteckt, auf westlichen Instrumenten Barockmusik zu spielen hatten. Als Kastraten kamen sie dem Kaiser auch bei der Aufführung der von den Jesuiten mitgebrachten italienischen Opern zupass.
Eine besondere Blüte erlebte in Qianlongs Amtszeit der mandschurische Sprechgesang, dessen Texte häufig auf die von Heimweh geprägten Lieder der Grenzsoldaten zurückgehen. Als Begleitinstrument hierfür ließ der Kaiser auf der Grundlage tradierter Militär- und Zeremonialtrommeln die Bajiaogu (八角鼓) entwickeln, eine Art achteckiges Tamburin. Es ist traditionell mit Pythonhaut bespannt und steckt voller politischer Symbolik: Die Form des Instruments sollte an die Zahl der mandschurischen Banner erinnern; die drei Zymbale pro Ecke standen für die drei Hauptnationen Mandschu, Han-Chinesen und Mongolen; die angehängte Troddel verhieß Wohlstand und reiche Ernte.
Vor allem aber wird Qianlong mit der Geburt der Peking-Oper (jingju 京剧) in Verbindung gebracht, dem aus westlicher Sicht authentischsten Ausdruck chinesischer Musikkultur. Während seiner Inspektionsreisen in den Süden hatte Qianlong Gefallen an verschiedenen regionalen Opernstilen gefunden. Anlässlich seines 80. Geburtstags lud er daher Operntruppen aus den verschiedensten Teilen Chinas, unter anderem aus den Provinzen Jiangxi, Hubei, Sichuan und Shanxi, vor allem aber aus Anhui, an den Kaiserhof. Dort blieben sie auch nach dem Ende der Feierlichkeiten und entwickelten sukzessive aus den vier regionalen Opern-Stilen huiban, kunqu, yiyang und luantan etwas Neues, eben die heute so berühmte Peking-Oper.

## Außenpolitik

### Die zehn siegreichen Feldzüge

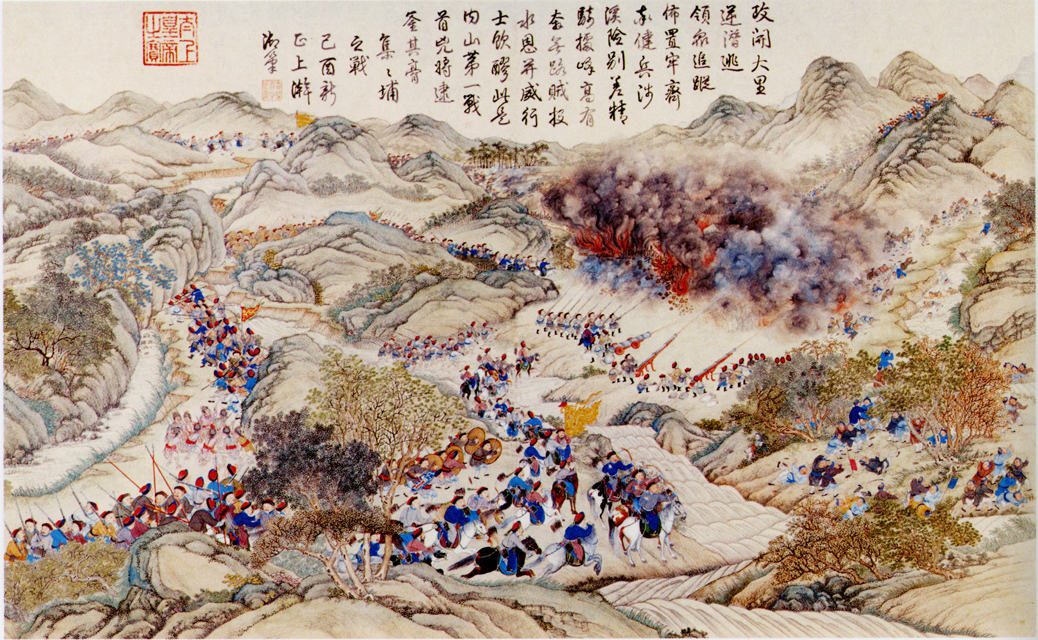
Schlachtszene aus dem Taiwan-Feldzug

Die Rolle eines siegreichen Feldherrn war wichtig für die Selbstdarstellung eines Kaisers von China. Qianlong nutzte viele Gelegenheiten, um das Qing-Reich auszudehnen und die Vormachtstellung Chinas in Zentralasien zu erweitern. Zur Seite standen ihm dabei die traditionell mandschurisch geprägten Acht Banner, aber auch die dreimal so starke, vorwiegend aus Han-Chinesen bestehende Grüne Standarte. Insgesamt kamen während der Feldzüge der Qianlong-Ära an die 260.000 Soldaten zum Einsatz. Nie führte Qianlong eine seiner Armeen selbst in den Krieg, doch besuchte er die Truppen in der Steppe, begrüßte heimkehrende siegreiche Generäle und nahm die Unterwerfung der Besiegten persönlich entgegen. In der Hauptstadt ließ er die Halle der militärischen Tapferkeit errichten, eine Art Militärmuseum. Darin befanden sich die Porträts der erfolgreichen Befehlshaber mit ihren Waffen. Um auch die Schlachten selbst in der Halle zu präsentieren, wurden Hofmaler wie Giuseppe Castiglione beauftragt, die größten Siege der Regierungszeit in Zeichnungen darzustellen. Diese wurden dann nach Frankreich geschickt, um 1768 bis 1774 unter der Leitung von Charles-Nicolas Cochin in Kupferstiche umgesetzt zu werden.
Grenzabsicherung mit Waffengewalt wurde zu einer häufig praktizierten Politik unter Qianlong und nahm einen weiten Raum in seinem Denken ein. Zum Ende seines Lebens schrieb er 1792 die Aufzeichnung der zehn Perfektionen, womit zehn Kriege gemeint waren, die jeweils mit einem Sieg für die Qing endeten. Die Liste zählt nicht die Niederschlagung von innerchinesischen Rebellionen auf, denn diese waren Resultate von Fehlern der Regierung. Der Kaiser war der Meinung, dass man über Fehler nachdenken müsse, anstatt sie zu feiern.
Die zehn Feldzüge bestanden aus der zweimaligen Befriedung von rebellierenden Stämmen im westlichen Sichuan, 1747–1749 und noch mal 1771–1776; zwei Kriege gegen die Dsungaren im nordwestlichen Xinjiang, 1755–1757; ein Sieg über abtrünnige Turkmenen im südlichen Xinjiang, 1758–59; die Unterdrückung einer Rebellion auf Taiwan, 1787–88; ein Grenzkrieg gegen Burma, 1766–1770; ein anderer gegen Annam, 1788–89; und die beiden Feldzüge gegen die Gurkha in Tibet und Nepal, 1790–92.

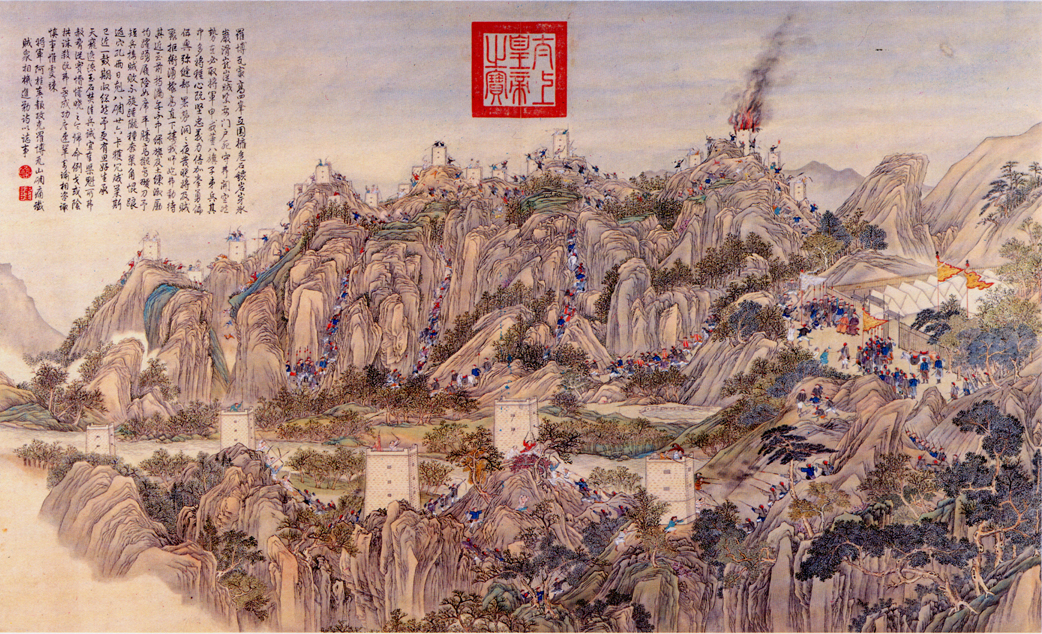
Schlachtszene aus dem Jinchuan-Feldzug

Eine herausragende Leistung war sicherlich die Unterwerfung der Dsungaren, was zur Eingliederung von ganz Xinjiang in das Reich führte. Schon lange konkurrierten Chinesen und Dsungaren miteinander, den Dalai Lama und Tibet zu kontrollieren sowie sich die Oberhoheit über den Buddhismus und Lamaismus zu sichern. Am kostspieligsten und schwierigsten war die Unterdrückung der Jinchuanstämme in Sichuan. Der erste Feldzug von 1747 bis 1749 war ein recht einfaches Unternehmen. Mit einem minimalen Einsatz von Truppen wurden die Stammeshäupter zum Frieden gezwungen, doch ethnische Konflikte hielten zwanzig Jahre an. Dies führte zu einem erneuten Aufstand. Ein zweites Mal musste ein Mandschugeneral entsandt werden, doch diesmal mit einem massiven Truppeneinsatz, der teurer war als alle anderen Kriege zusammengenommen. In Beijing ansässige Kanonengießer aus Europa fertigten spezielle Artillerie an, um die Steinfestungen der Stämme zu bombardieren. Die Generäle kannten keine Gnade und unterdrückten die Aufstände. Danach wurde die gesamte Region in eine Militärpräfektur umgewandelt und mit loyaleren Einwohnern neu besiedelt.
Unter Qianlongs Herrschaft verdoppelte sich das Territorium Chinas durch die zahlreichen Kämpfe auf fast zwölf Millionen Quadratkilometer und erreichte damit die größte Ausdehnung in seiner Geschichte. Kaiser Kangxi hatte 1697 die Mongolei erobert, doch erst Qianlong beendete die Grenzsicherungspolitik seines Großvaters erfolgreich. Neben den eroberten Gebieten unterstanden noch andere Länder dem China der Qing-Dynastie als Tributstaaten: Korea, Annam (Vietnam) und nach dem Gurkhafeldzug auch Nepal.

### Afghanistan
Im Jahr 1762 geriet Qianlong aufgrund seiner Expansionsbestrebungen in Zentralasien beinahe in einen Krieg mit dem afghanischen Emir Ahmad Schah Durrani. Ein Jahr danach schickte Durrani einen Gesandten nach Peking und schenkte Qianlong vier prächtige Pferde, die Gegenstand einer Gemäldeserie mit dem Titel „Vier afghanische Rosse“ wurden. Der afghanische Gesandte hinterließ jedoch keinen guten Eindruck auf Qianlong, weil er sich weigerte, den Kotau zu vollziehen.

### Vietnam-Feldzug 1788–89
1788 suchte der von Bürgerkriegsgeneralen gestürzte Herrscher der vietnamesischen Lê-Dynastie in der Provinz Guangxi Schutz und bat Qianlong um militärische Hilfe zur Befriedung seines Landes. Der Kaiser sandte drei Armeen, die Vietnam von Yunnan, von Guangxi und von der See her in die Zange nahmen. Schon nach wenigen Monaten waren die vietnamesischen Truppen vernichtend geschlagen; die Chinesen eroberten Hanoi und setzten die Lê-Dynastie wieder ein. Schon nach einem Monat, zum Neujahrsfest 1789, gewannen die aufständischen Kriegsherrn indes erneut die Oberhand, töteten viertausend chinesische Soldaten und zwangen die Qing-Heere zum Rückzug nach Guangxi. Sie übernahmen endgültig die Kontrolle in Vietnam. In der Folge sahen sich die chinesischen Küstenprovinzen über Jahrzehnte hinweg den Angriffen vietnamesischer Piraten ausgesetzt. Qianlong erkannte schließlich die Herrschaft des Generals Nguyễn Huệ über den südlichen Vasallenstaat an, sah sich in seinem Selbstverständnis als Hegemon Asiens jedoch nachhaltig gekränkt. Dennoch erwies sich das Land auch nach einem erneuten Machtwechsel unter Gia Long und der Gründung der Nguyễn-Dynastie als loyal gegenüber der Qing-Dynastie.

### Gurkhafeldzug 1790–92

Karte des Qing-Reichs, unter Qianlong erreichte China die größte Ausdehnung seiner Geschichte (die Karte zeigt die Provinzeinteilung 1820)

Seit der Kangxi-Ära versuchten die Qing immer wieder, das tibetische Hochplateau zu annektieren, was ihnen jedoch nicht gelang. Nach der Zerschlagung der Dsungaren konnte sich China ab 1750 endgültig in Tibet festsetzen. 1751 wurden die Befugnisse der Ambane erweitert, die nun unmittelbar in die tibetische Politik eingreifen konnten, weil wichtige Personalentscheidungen erst mit ihrer Zustimmung wirksam wurden. Qianlong gelang es, sich zum alleinigen Beschützer der Mönche und Klöster Tibets zu machen. 1780 reiste der Panchen Lama Lobsang Pälden Yeshe nach Beijing, um dem Kaiser zum Geburtstag seine Aufwartung zu machen. Der zweitmächtigste Mann Tibets sollte mit Geschenken reich bedacht nach Hause zurückkehren, starb aber in der Hauptstadt plötzlich an den Pocken.
In den 1760er Jahren änderte sich die politische Lage an der Südgrenze Tibets. Nepal war unter den Gurkha als geeintes Land erstarkt und wurde von den Briten unter Druck gesetzt, ihnen die Handelswege nach Tibet zu öffnen. Durch Agenten der Britischen Ostindien-Kompanie mit Informationen versorgt, entschied sich der nepalesische König 1788 für eine Invasion Tibets. Schnell drangen die nepalesischen Truppen der Gurkha vor und besetzten Lhasa. Die kleine chinesische Garnison und die tibetischen Soldaten waren hoffnungslos unterlegen. Der kaiserliche Amban verfiel mit einem Minister des 8. Dalai Lama auf die Idee, die Gurkha durch Tributzahlungen zum Abzug zu bewegen, und meldete dann nach Beijing, er habe die Nepalesen besiegt und der Gurkhafürst sei bereit, dem Kaiser zu huldigen. Als der Schwindel ans Licht kam, wertete Qianlong die Attacke der Gurkha als unmittelbare Bedrohung Chinas und befahl die Entsendung einer Armee aus der Provinz Sichuan. Den Tributvertrag seines Befehlshabers ignorierte er.
Die ausbleibenden Tributzahlungen führten dazu, dass Nepal 1791 zum zweiten Mal in Tibet einfiel. Die Gurkha eroberten und plünderten Xigazê sowie das Kloster Trashilhünpo. Qianlong ließ die Generale des letzten Kampfes bestrafen und beauftragte einen seiner engsten Vertrauten, General Fukang'an (1753–1796) mit der Bestrafung der Gurkha. Fukang'an marschierte mitten im Winter 1791–92 von Norden her nach Tibet ein, mit gerade einmal 10.000 Mann. Die Armee der Gurkha war völlig überrascht. Im Sommer 1792 eroberten die Qing-Truppen ganz Tibet zurück und verfolgten die Invasoren bis nach Nepal. Fukang'an eroberte die Hauptstadt Kathmandu und zwang die Gurkha zur Unterwerfung. Nepal musste sich dem Kaiser als Vasallenstaat unterwerfen und Tribut nach Beijing senden. Man verbot den Gurkha den Kontakt mit der Ostindischen Kompanie und sperrte Tibet für die Briten, später auch für die Russen. Die Herrschaft Chinas über Tibet war damit wiederhergestellt.

## China im 18. Jahrhundert

### Bevölkerung
China erlebte in der Mitte des 17. Jahrhunderts einen massiven Bevölkerungsknick, verursacht durch soziale Unruhen, schwere Epidemien und Naturkatastrophen, die Aufstände am Ende der Ming-Zeit sowie die Eroberung durch die Mandschu. Die chinesische Population sank dabei auf ein Niveau von 100 Millionen Einwohnern. Erst die Konsolidierungspolitik Kangxis ermöglichte eine Erholung der Bevölkerungszahlen, so dass zum Ende seiner Regierung die Volkszählung wieder den Höchststand der Wanli-Ära (1572–1620) mit etwa 150 Millionen Einwohnern erreichte.

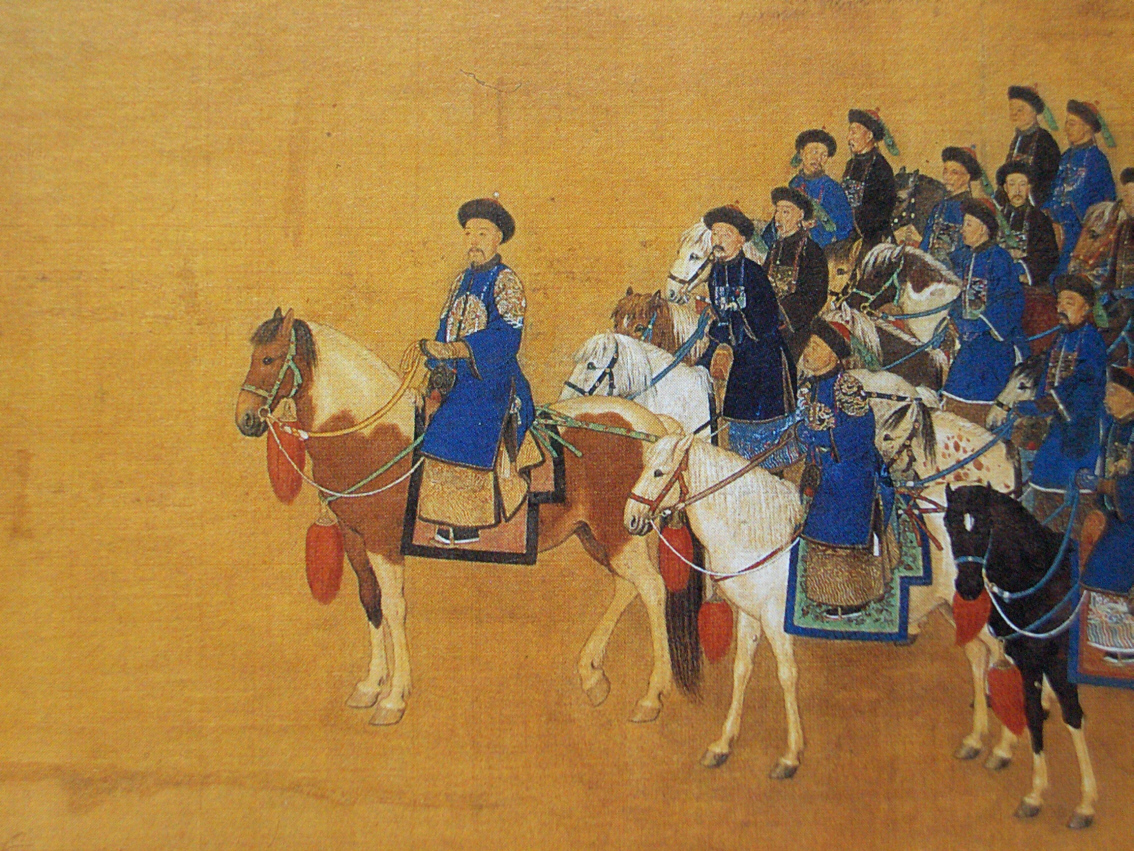
Qianlong mit Gefolge beim Ausritt

Die Herrschaft der Qing erwies sich als politisch stabil und aufgrund der prosperierenden Wirtschaft unter Qianlong stieg die Bevölkerungszahl kontinuierlich weiter an. Durch die neuen Eroberungen wurden zahlreiche neue Besiedlungsprogramme ins Leben gerufen. Hunderttausende von chinesischen Siedlern zogen in unberührte, aber fruchtbare Gebiete, um neue Familien zu gründen. Während Qianlongs langer Herrschaft verdoppelte sich die Einwohnerzahl Chinas:
- 1722: 150.000.000
- 1749: 177.495.000
- 1767: 209.840.000
- 1776: 268.238.000
- 1790: 301.487.000
- 1810: 340.000.000

Europäische Chinareisende des späten 18. Jahrhunderts berichteten, wie geordnet und zufrieden all die Menschenmassen seien, dass die allermeisten von ihnen wohlgenährt erscheinen und in guten Häusern lebten, dass sie alle ungewöhnlich viel Zeit aufbrächten für ihre Familien und private Interessen. In der Tat war das gut ausgebaute Netz privater und öffentlicher Institutionen in der Lage, ausreichend Nahrung, Kleidung und Häuser für eine so große Einwohnerschaft zu liefern. Erst im frühen 19. Jahrhundert sollte die Bevölkerungsexplosion zum ernsten Problem werden. Mit der zusammenbrechenden Wirtschaft, die schon vor dem Ersten Opiumkrieg gegen Großbritannien in einer beginnenden Krise steckte, sollte es zu schweren sozialen Konflikten und Massenarbeitslosigkeit kommen. Diese Probleme wurden dann seit 1820 durch die inneren Aufstände und Rebellionen immer weiter verstärkt.

### Wirtschaft

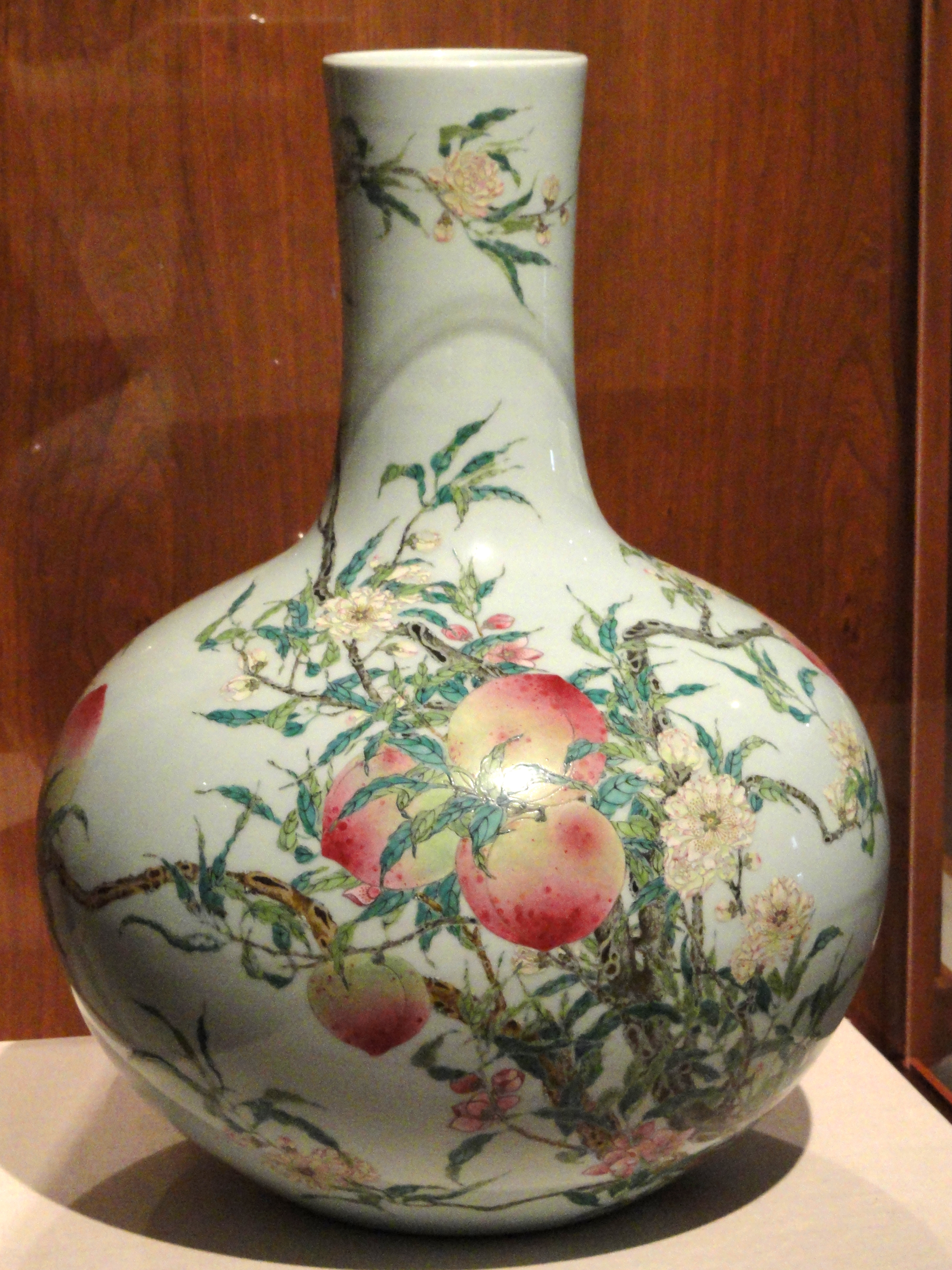
Qianlong-Porzellan

Der Bevölkerungszuwachs wurde durch die stetig wachsende Wirtschaft verursacht. Die wachsende Einwohnerzahl wiederum stimulierte den technologischen Fortschritt, besonders in der Landwirtschaft. Die Agrarproduktivität nahm sprunghaft zu durch die Einführung neuer Anbaumethoden und Nahrungsmittel. Der chinesische Agrarsektor war sicherlich einer der am höchsten entwickelten auf der ganzen Welt und reizte alle vorindustriellen Methoden vollständig aus. Besonders Früchte aus der Neuen Welt wurden von Europäern vermittelt, recht schnell übernommen und erzielten hohe Ernteerträge in China. Die amerikanische Süßkartoffel etwa erfreute sich bald großer Beliebtheit bei den chinesischen Bauern und wurde zum drittwichtigsten Grundnahrungsmittel. Die Süßkartoffel war anspruchslos und konnte so auf bisher ungünstigen Flächen weiträumig angebaut werden.
Auf der anderen Seite dehnte China seine Exportwirtschaft aus. Die Ausfuhr von Nahrungsmitteln und Manufakturprodukten schnellte in die Höhe, was zur Bildung wichtiger Industriezentren beitrug und den Lebensstandard der Bauern erhöhte. Baumwollprodukte wurden zu einem wichtigen Exportgut und der Verkauf von Tee an die Briten steigerte sich um das Fünfzigfache binnen achtzig Jahren. Zehntausende von Arbeitern produzierten in den kaiserlichen Porzellanmanufakturen von Jingdezhen Steinwaren und Porzellankunst für den Export, auch Seide war gefragt. Die Europäer kauften im großen Rahmen Möbel und Lackwaren. China wurde der Hauptexporteur von Papier und Büchern in Fernost und nahm wieder seine dominierende Rolle als wichtigste Wirtschaftsmacht in Ostasien ein. Der Handel wurde in Silber erledigt und China konnte auf einen ansehnlichen Überschuss blicken. Schon seit dem 16. Jahrhundert war das Reich der Mitte über den Handel einer der Hauptprofiteure der amerikanischen Silberminen gewesen. Doch von 1760 bis 1780 stiegen die Silbereinnahmen der Chinesen aus dem Handel mit den amerikanischen Kolonien von 3 Millionen auf 16 Millionen Silbertael pro Jahr (von 85.000 kg auf 450.000 kg). Es wundert also kaum, dass die Macartney-Mission der Briten scheitern musste, war China doch am Export und nicht am Import von Waren interessiert. Das China des 18. Jahrhunderts war damit ein sehr wohlhabendes Land, das große Überschüsse für seine wachsenden Einwohnerzahlen produzieren konnte und sich nicht nur politisch, sondern auch wirtschaftlich als stabil darstellte.

## Qianlong und Europa
Qianlongs Verhältnis zu den seit dem 16. Jahrhundert in China insbesondere durch Kaufleute und Missionare präsenten europäischen Mächten war zwiespältig:

### Westliche Kunst und Kultur

Palast im „europäischen Stil“, nördlicher Teil des alten Sommerpalasts

Einerseits schätzte er, wie bereits seine Vorgänger, die kulturellen und technischen Leistungen der an seinem Hof tätigen Jesuiten. Von ihnen ließ er sich etwa nach europäischen Vorbildern den 1860 zerstörten Alten Sommerpalast (Yuanmingyuan) errichten. Auch wusste er ihre geografischen und astronomischen Kenntnisse für sich fruchtbar zu machen und beauftragte die Patres mit der Erstellung des 1769 abgeschlossenen Qianlong-Atlas, ein mit vergleichbaren Werken des Abendlandes sicher ebenbürtiges Meisterstück der Kartografie. Auch das Astronomieamt und die kaiserliche Sternwarte wurden traditionell von Jesuiten geleitet, lange Zeit etwa von den Ingolstädter Patres Ignaz Kögler und Anton Gogeisl. Als Astronom und Dolmetscher am kaiserlichen Hof amtierte von 1750 bis zu seinem Tod 1793 der französische Jesuit Joseph-Marie Amiot. Pierre-Martial Cibot baute für Qianlong Uhren und legte Gärten im französischen Stil an. Graf August von Hallerstein vermittelte den Qing-Eliten die Erkenntnisse der westlichen Mathematik. Der Schlesier Florian Bahr erteilte Angehörigen des Kaiserhofs Musikunterricht. Ignaz Sichelbarth, Jean-Denis Attiret, vor allem aber Giuseppe Castiglione wirkten als Maler bei Qianlong. Insbesondere letzterer schlug mit seinen Werken eine Brücke zwischen der chinesischen und der westlichen Kultur; bekannt geworden sind u. a. seine Pferde- und Schlachtenbilder. Im Zuge dessen entwickelte sich in China analog zu den im Rokoko in Europa verbreiteten „Chinoiserien“ ein gewisses Interesse für europäische Kunst. So tauchten erstmals in chinesischen Gemälden „westliche“ Gebäudeformen und Dekorstücke auf, oder auch Stilelemente wie die Zentralperspektive. In der Porzellankunst finden sich teilweise etwas skurril wirkende Figurinen, die etwa portugiesische oder britische Kaufleute darstellen sollen.

### Christliche Mission
Andererseits stand Qianlong – wie bereits sein Vater Yongzheng – dem Wirken der christlichen Missionare kritisch gegenüber. 1742/44 fand der seit der frühen Qing-Zeit zwischen den jesuitischen Missionaren und dem Vatikan schwelende sog. Ritenstreit durch Erlass der päpstlichen Bullen „Ex quo singulari“ und „Omnium solicitudinum“ sein Ende: Papst Benedikt XIV. verbot endgültig die von den Jesuiten praktizierte sog. Akkommodation, also die Anpassung des katholischen Kultus an die chinesischen Gesellschaftsverhältnisse, und bestand auf einer „unverfälschten“ Weitergabe des Glaubensgutes. In der Folge geriet das Christentum im Reich der Mitte zunehmend unter Druck; die Verbreitung der christlichen Lehre sowie kirchliche Betätigung wurden weitgehend untersagt, die Missionare größtenteils ausgewiesen oder in den Untergrund gedrängt. Am Ende von Qianlongs Amtszeit war die christliche Religion in China so gut wie nicht mehr existent – ein Zustand, den erst die angloamerikanischen Protestanten des 19. Jahrhunderts ändern sollten.

### Handelspolitik

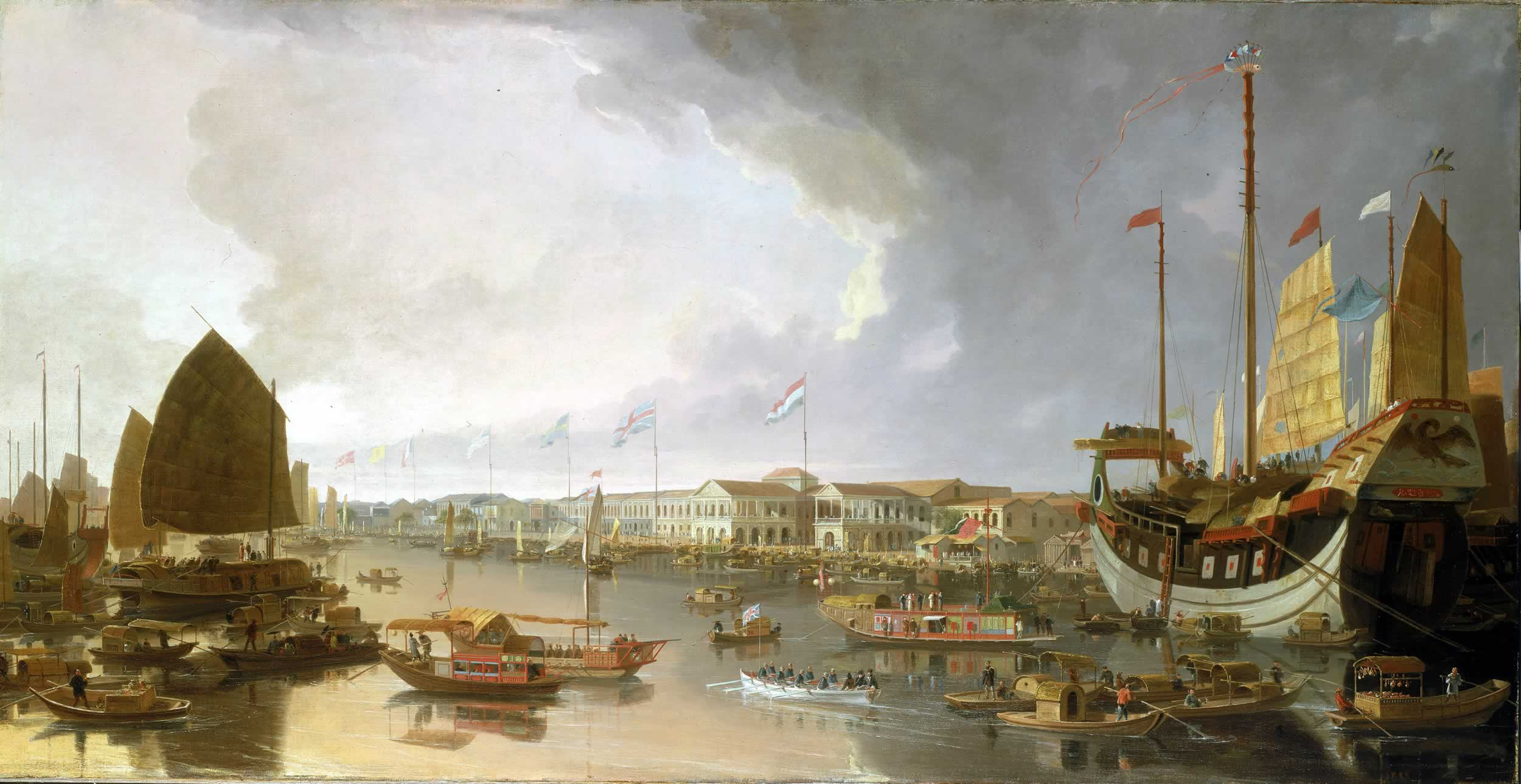
Die europäischen Faktoreien in Kanton, 1805

Auch auf wirtschaftlichem Gebiet drängte der Kaiser den Einfluss der westlichen Nationen zurück: Nachdem der europäisch-chinesische Handel von jeher erheblichen Restriktionen insbesondere zeitlicher und örtlicher Art unterlegen hatte, unterstellte Qianlong die Europäer 1754 obendrein faktisch der Aufsicht der sog. Cohong-Gilde, einem Zusammenschluss chinesischer Kaufleute. Diese hatte für das Wohlverhalten der Ausländer und insbesondere die pünktliche Entrichtung der Transitzölle zu bürgen, nutzte ihre Machtstellung aber auch dazu aus, ihre europäischen „Partner“ durch Willkür, Korruption und Erpressung vielfältig zu schikanieren.
Daraufhin sandte die Britische Ostindien-Kompanie 1759 den sprachkundigen Kaufmann James Flint an den Kaiserhof, um dort Beschwerde gegen die genannten Beschränkungen und Missstände zu führen. Anfangs versprach Qianlong noch halbherzig, eine Untersuchungskommission einzusetzen, änderte aber dann seine Meinung und ließ Flint festnehmen und zu drei Jahren Haft verurteilen. Da der Kaiser den europäischen Handelskompanien zutiefst misstraute und eine Zerrüttung der Ordnung wie im indischen Mogulreich fürchtete, wurden die Handelsrestriktionen indes noch einmal drastisch verschärft: So schloss Qianlong insbesondere die Häfen Zhoushan und Xiamen (Amoy) für westliche Schiffe. Der gesamte Handel mit den Europäern durfte nur noch über Kanton laufen, und selbst dort war er nur noch in den Wintermonaten von Oktober bis März und ausschließlich über die Vermittlung der Cohong-Gilde gestattet.
Europäische Versuche, doch noch eine Öffnung der chinesischen Märkte zu erreichen, waren von wechselndem Erfolg gekennzeichnet. Als Beispiel für eindeutiges Scheitern steht die Macartney-Mission 1793 unter Leitung des britischen Gesandten Georges Macartney, in deren Verlauf der Kaiser die Gesandten wissen ließ, dass man keinerlei Interesse daran hätte, den Import britischer Waren zu fördern. Erfolgreicher war im folgenden Winter die Titsingh-Mission 1794–95 unter Leitung des niederländischen Geschäftsmanns Isaac Titsingh, der die Vorschriften des chinesischen Hofzeremoniells (z. B. Kotau) protokollarisch befolgte.

## Letzte Jahre und „Abdankung“

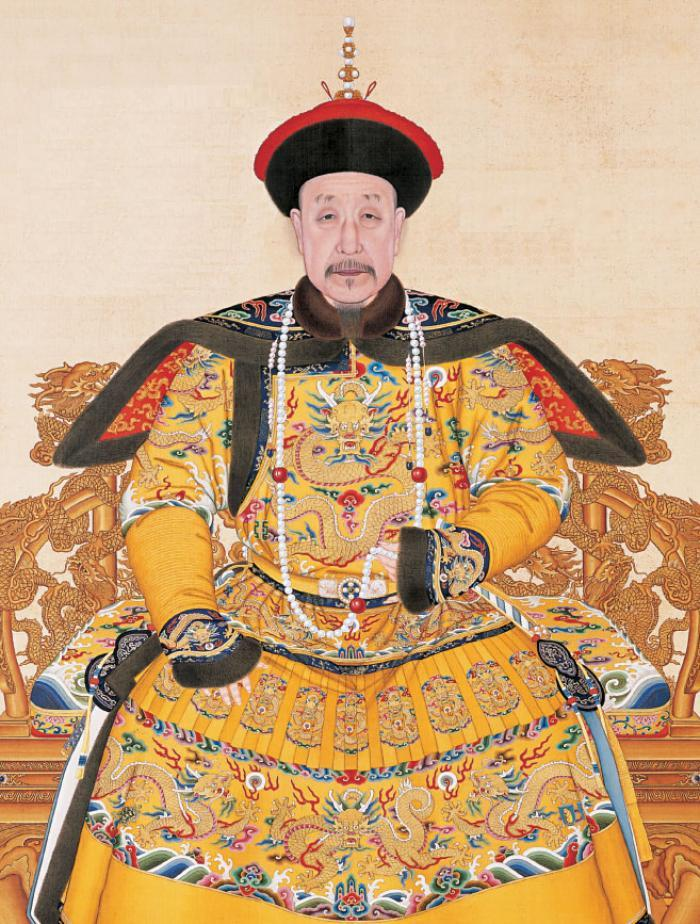
Der 85-jährige Qianlong-Kaiser im Zeremonialgewand

Am Ende der Qianlong-Ära sah sich der Qing-Staat mit einigen Problemen konfrontiert: Die finanzielle Lage war durch die letzten Kriege angespannt, die Verwaltung war überfordert und parteiisch, in einer Zeit des Überflusses grassierte die Korruption, der Bevölkerungsdruck sorgte für Unzufriedenheit in einigen Provinzen, was zu lokalen Aufständen führte, und die Günstlingswirtschaft blühte voll auf. Bei dem über achtzigjährigen Kaiser machte sich zusehends Altersstarrsinn bemerkbar und für viele Beamte als auch Prinzen herrschte er schon viel zu lange. Qianlong hatte im hohen Alter nicht mehr den Reformwillen der früheren Jahre und packte einige Kurskorrekturen nicht mehr an. 1795 entschied er sich zugunsten seines Sohnes Yongyan abzudanken, der nun als Kaiser Jiaqing (1796–1820) den Thron bestieg. Qianlongs Motivation zu diesem Schritt resultierte jedoch allein aus dem Wunsch heraus, die Regierungszeit seines Großvaters Kangxi nicht zu überschreiten, sehr wohl wollte er weiterhin die Macht im Reich ausüben. Er nahm daher den Titel eines „Höchsten Kaisers“ (太上皇帝, tàishàng huángdì) an und behielt die uneingeschränkte Kontrolle über die Regierung. Sein Sohn, der amtierende Kaiser, wurde von den Amtsgeschäften ferngehalten und übernahm nur zeremonielle sowie repräsentative Aufgaben.
Dem abgedankten Kaiser stand sein Favorit Heshen zur Seite (s. o. gesonderter Absatz). Seit 1775 hatte der Gardeoffizier eine beispielhafte Karriere gemacht. Qianlong ernannte den intelligenten und arbeitsamen, aber auch selbstsüchtigen und korrupten jungen Mann zum Minister der Palastintendantur, zum Finanzminister, zum Großsekretär, sogar zum Staatsrat und Oberbefehlshaber der Beijinger Truppen. 1790 gelang Heshen selbst die familiäre Verbindung zum Kaiserhaus, indem er die Lieblingstochter des Kaisers mit seinem Sohn vermählte. Nach der Abdankung Qianlongs kam ihm eine Schlüsselrolle zu: Verantwortlich für die wichtigsten Ämter innerhalb der Regierung, vollstreckte er zielstrebig den Willen des „Höchsten Kaisers“. Unmittelbar nach dem Tod seines Vaters ließ Kaiser Jiaqing, gekränkt über die Bevormundung und Bestechlichkeit des Emporkömmlings, Heshen unverzüglich anklagen und zwang ihn zum Selbstmord.
Qianlong starb 1799 nach kurzer Krankheit in der Verbotenen Stadt und wurde im Yuling-Mausoleum – einer ungewöhnlich imposanten Anlage – mit seinen bereits verstorbenen Lieblingsfrauen in den Östlichen Qing-Gräbern beigesetzt. China war zum Zeitpunkt seines Todes ein sehr reiches und zweifellos enorm einflussreiches Land, das allerdings strukturelle Probleme zu bewältigen hatte. Verglichen mit den anderen Reichen der Zeit war es aber immer noch ein vorbildlich regiertes und verwaltetes Land. Von einer sozialen oder gar staatlichen Krise konnte daher noch keine Rede sein.

## Familie

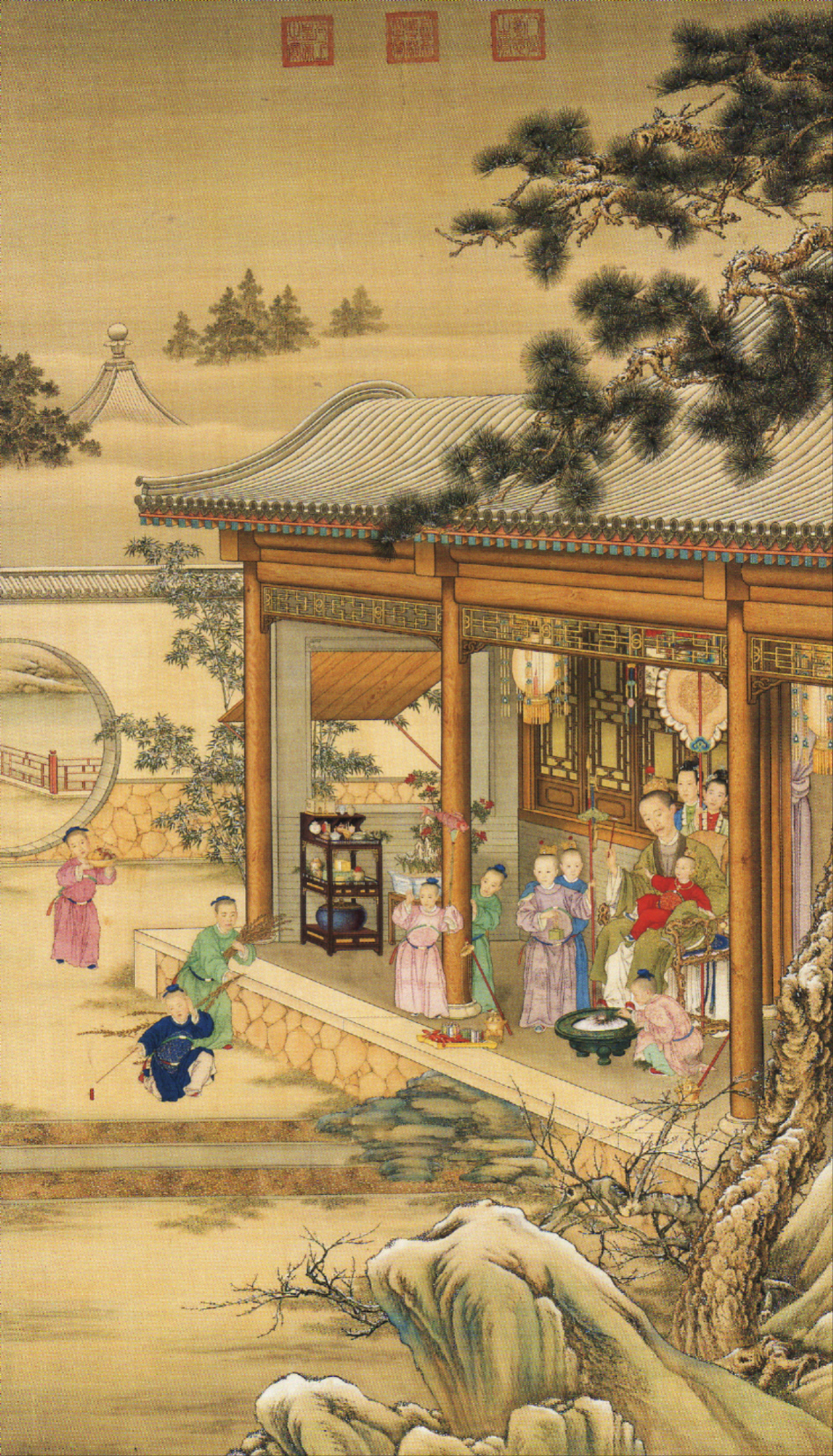
Qianlong im Kreis seiner Familie

Kaiser Qianlong hatte insgesamt einundvierzig Ehefrauen mit unterschiedlichen Rängen. Wiedergegeben sind nur die Kaiserinnen und diejenigen Nebenfrauen, welche dem Kaiser Kinder geboren haben:
- Kaiserin Xiao Xian (孝贤, 1712–1748): vier Kinder
- Kaiserin Ulanara (繼皇后, 1718–1766), in Ungnade gefallen: drei Kinder
- Kaiserin Xiao Yi Chun (孝仪纯, 1727–1775): sechs Kinder, darunter Prinz Yongyan (Kaiser Jiaqing)
- Kaiserliche Gemahlin Zhe Min (哲悯, ? –1735): zwei Kinder
- Kaiserliche Gemahlin Shu Jia (淑嘉, ? –1755): vier Kinder
- Kaiserliche Gemahlin Chun Hui (纯慧, 1713–1760): drei Kinder
- Gemahlin Xin (忻, ? –1765): zwei Kinder
- Gemahlin Yu (愉, 1714–1792): ein Kind
- Konkubine Shu (舒, 1728–1777): ein Kind
- Konkubine Dun (惇, 1745–1806): ein Kind

Qianlongs Schlagfeuerzeug. Das Etui wurde von Xiao Xian gefertigt.

Eine besonders tiefe Beziehung führte Qianlong nur mit seiner ersten Gemahlin, Kaiserin Xiao Xian. Er hatte sie schon mit sechzehn Jahren geheiratet, doch sie starb bereits 1748 eines unerwarteten Todes, was der Kaiser nie überwand. Obwohl er weitere vierzig Ehefrauen hatte, sollte er nie wieder eine gleichartige Bindung eingehen. Trotzdem schenkten ihm seine Frauen 17 Söhne und 10 Töchter, von denen die Hälfte das Erwachsenenalter erreichte.
Die tiefste Zuneigung jedoch empfand Qianlong zu seiner leiblichen Mutter, der durch ihn in den Rang einer Kaiserinwitwe erhobenen Xiao Sheng Xian (孝聖憲, 1693–1777). Regelmäßig besuchte er sie alle drei Tage, ehrte sie zu jedem Feiertag, überhäufte sie mit Geschenken und nahm sie selbst auf den weitesten Reisen mit sich. Die Kaiserinmutter blieb bis ins hohe Alter sehr vital; die Verehrung ihres Sohnes für sie war in der Tat außergewöhnlich. Dennoch war auch sie von den Regierungsgeschäften ausgeschlossen und es war ihr strikt verboten, sich in politische Angelegenheiten einzumischen.

### Geschichte Chinas
- Wolfram Eberhard, Alide Eberhard: Geschichte Chinas. Von den Anfängen bis zur Gegenwart (= Kröners Taschenausgabe. Band 413). Kröner, Stuttgart 1971, DNB 456503854.
- Patricia Buckley Ebrey: China. Eine illustrierte Geschichte. Lang, Frankfurt am Main u. a. 1996, ISBN 3-593-35322-9.
- Jacques Gernet: Die chinesische Welt. Die Geschichte Chinas von den Anfängen bis zur Jetztzeit (= Suhrkamp-Taschenbuch 1505). Suhrkamp, Frankfurt am Main 1997, ISBN 3-518-38005-2.
- Gisela Gottschalk: Chinas große Kaiser. Ihre Geschichte – ihre Kultur – ihre Leistungen. Die chinesische Herrscherdynastien in Bildern, Berichten und Dokumenten. Pawlak, Herrsching 1985, ISBN 3-88199-229-4.
- Ann Paludan: Chronicle of the Chinese Emperors. The Reign-by-Reign Record of the Rulers of Imperial China. Thames & Hudson, London 1998, ISBN 0-500-05090-2.
- Jonathan D. Spence: Chinas Weg in die Moderne (= dtv 30795). Aktualisierte und erweiterte Ausgabe. Deutscher Taschenbuch-Verlag, München 2001, ISBN 3-423-30795-1.

### Geschichte der Qing-Dynastie
- John K. Fairbank: Late Ch'ing, 1800–1911 (= The Cambridge History of China. Vol. 11). Part 2. Cambridge University Press, Cambridge u. a. 1980, ISBN 0-521-22029-7.
- Frederick W. Mote: Imperial China. 900–1800. Harvard Univ. Press, Cambridge MA u. a. 2003, ISBN 0-674-44515-5.
- Willard J. Peterson (Hrsg.): The Ch'ing Empire to 1800 (= The Cambridge History of China. Vol. 9). Part 1. Cambridge University Press, Cambridge u. a. 2002, ISBN 0-521-24334-3.
- Evelyn S. Rawski, Jessica Rawson (Hrsg.): China. The Three Emperors. 1662–1795. Royal Academy of Arts, London 2006, ISBN 1-903973-69-4.

### Kaiser Qianlong
- Mark C. Elliott: Emperor Qianlong: Son of Heaven, Man of the World.  (Library of World Biographies) Longman, New York NY u. a. 2009, ISBN 978-0-321-08444-6.
- Martin Gimm: Kaiser Qianlong (1711–1799) als Poet. Anmerkungen zu seinem schriftstellerischen Werk (= Sinologica Coloniensia, Bd. 15). Steiner, Stuttgart 1993. ISBN 3-515-05881-8.
- Chiumei Ho: Splendors of China’s Forbidden City. The Glorious Reign of Emperor Qianlong. Merrell, London 2004, ISBN 1-85894-203-9.
- Susan Richter: « Seul un dragon sait quand il vient à l’existence et s’éteint, sans pourtant jamais perdre sa véritable nature. En vérité, lui seul est le Sage ». La stratégie de l’empereur de Chine Qianlong pour légitimer son abdication en 1796. In: Burkardt, Albrecht (Hg.): Crépuscules du pouvoir. Destitutions et abdications de l’Antiquité au xxe siècle. Paris 2022. S. 509–536.
- Zhang Hongxing: The Qianlong Emperor. Treasures from the Forbidden City. London 2002. ISBN 1-901663-77-9.
- Zhou Yuanlian 周遠廉: Qianlong huangdi dazhuan 乾隆皇帝大傳. Henan Renmin Chubanshe, Zhengzhou 1990. ISBN 7-215-00624-7 (Biographie).

### Qianlongs Kunstsammlung
(aufgeteilt in das Nationale Palastmuseum Taipeh und das Palastmuseum Beijing):
- Marie-Claude Bianchini (Hrsg.): Trésors du Musée national du Palais, Taipei, Mémoire d’Empire. Réunion des Musées Nationaux, Paris 1998. ISBN 2-7118-3651-7.
- Lothar Ledderose (Hrsg.): Palastmuseum Peking. Schätze aus der Verbotenen Stadt. Insel-Verlag, Frankfurt am Main 1985, ISBN 3-458-14266-5.
- Ursula Toyka-Fuong (Red.): Schätze der Himmelssöhne: die kaiserliche Sammlung aus dem Nationalen Palastmuseum, Taipeh, Die Großen Sammlungen. Hatje Cantz u. a., Ostfildern u. a. 2003, ISBN 3-7757-1318-2.

### Beijing und Hof unter Qianlong
- Che Bing Chiu: Yuanming Yuan. Le jardin de la Clarté parfaite. Les Éditions de l’Imprimeur, Besançon 2000, ISBN 2-910735-31-1.
- May Holdsworth, Caroline Courtauld: The Forbidden City. The Great Within. I. B. Tauris, London 1995, ISBN 1-86064-021-4.
- Susan Naquin: Peking. Temples and City Life, 1400–1900. University of California Press, Berkeley CA u. a. 2000, ISBN 0-520-21991-0.
- Frances Wood: The Forbidden City. British Museum Press, London 2005, ISBN 0-7141-2789-2.
- Wan Yi: Das Leben in der Verbotenen Stadt. Die Qing-Dynastie 1644–1911. The Commercial Press, Hong Kong 1989, ISBN 962-07-5075-6.
- Young-Tsu Wong: A Paradise Lost. the Imperial Garden Yuanming-Yuan. University of Hawai'i Press, Honolulu 2001, ISBN 0-8248-2328-1